# Detroit
Detroit (pronunciado [dɪˈtʰɹɔɪt]) (del francés antiguo: Citat d'Étroit, (pronunciado [de.tʁwa]) que significa «Ciudad del Estrecho») es la ciudad más poblada del estado estadounidense de Míchigan, sede del condado de Wayne. El municipio de Detroit tenía una población estimada en 2020 de 639 111, lo que la convierte en la 29.ª ciudad más poblada de los Estados Unidos. El área metropolitana, conocida como Metro Detroit, alberga a 4.3 millones de personas, lo que la convierte en la segunda más grande del Medio Oeste después de Chicago y la 14.ª más grande en los Estados Unidos. Considerado como un importante centro cultural, Detroit es conocido por sus contribuciones a la música y como un depósito de arte, arquitectura y diseño.
Detroit es un puerto importante en el río Detroit, uno de los cuatro estrechos principales que conectan el sistema de los Grandes Lagos con la vía marítima del San Lorenzo. El Aeropuerto Internacional de Detroit se encuentra entre los centros de conexión más importantes de los Estados Unidos. La ciudad de Detroit es el ancla de la segunda economía regional más grande del Medio Oeste, detrás de Chicago y por delante de Minneapolis-Saint Paul, y la decimotercera más grande de los Estados Unidos. Detroit y su vecina ciudad canadiense Windsor están conectadas a través de un túnel de carretera, un túnel de ferrocarril y el Puente Ambassador, que es el segundo cruce internacional más transitado de América del Norte, después de San Diego-Tijuana. Detroit es más conocida como el centro de la industria automotriz de los Estados Unidos, y los fabricantes de automóviles «Tres Grandes» General Motors, Ford y Fiat Chrysler tienen sus oficinas centrales en Metro Detroit. Se trata de la ciudad fronteriza con Canadá más grande de Estados Unidos.
En 1701, Antoine de la Mothe Cadillac fundó el Fort Pontchartrain du Détroit, origen de la actual ciudad. Durante el siglo XIX, se convirtió en un importante centro industrial en el centro de la región de los Grandes Lagos. La ciudad se convirtió en la cuarta más grande del país en 1920, solo después de Nueva York, Chicago y Filadelfia gracias al auge de la industria automotriz.
Con la expansión de la industria automotriz a principios del siglo XX, la ciudad y sus suburbios experimentaron un rápido crecimiento y, en la década de 1940, la ciudad seguía siendo la cuarta más grande del país. Sin embargo, debido a los conflictos étnicos, la reestructuración industrial, la pérdida de puestos de trabajo en la industria automotriz y la rápida suburbanización, Detroit perdió una población considerable desde finales del siglo XX hasta el presente. Desde que alcanzó un pico de 1.85 millones en el censo de 1950, la población de Detroit ha disminuido en más del 60 %. En 2013, Detroit se convirtió en la ciudad más grande de Estados Unidos en declararse en bancarrota, de la que salió con éxito en diciembre de 2014, cuando el gobierno de la ciudad recuperó el control de las finanzas de Detroit.
La cultura diversa de Detroit ha tenido influencia local e internacional, particularmente en la música, con la ciudad dando lugar a los géneros de Motown y techno, y jugando un papel importante en el desarrollo del jazz, hip-hop, rock y música punk. El rápido crecimiento de Detroit en sus años de auge dio como resultado una reserva mundial única de monumentos arquitectónicos y lugares históricos. Desde la década de 2000, los esfuerzos de conservación han logrado salvar algunas piezas arquitectónicas y algunas revitalizaciones a gran escala, incluida la restauración de teatros históricos y lugares de entretenimiento, renovaciones de rascacielos, nuevos estadios deportivos y un proyecto de revitalización de la ribera. Más recientemente, la población del centro de Detroit, Midtown Detroit y varios otros vecindarios ha aumentado. Un destino turístico cada vez más popular, Detroit recibe 19 millones de visitantes al año. En 2015, Detroit fue nombrada «Ciudad del Diseño» por la UNESCO, la primera ciudad de los Estados Unidos en recibir esa designación.

## Historia

### Primeros asentamientos
Los pueblos paleoamericanos habitaban áreas cercanas a Detroit hace 11 000 años, incluida la cultura conocida como la cultura de los montículos. En el siglo XVII, la región estaba habitada por los pueblos hurón, odawa, potawatomi e iroqués.
Los primeros europeos no penetraron en la región y alcanzaron el estrecho de Detroit hasta que los misioneros y comerciantes franceses se abrieron camino en torno a la Liga de los iroqueses, con quienes estaban en guerra, y otras tribus iroquesas en la década de 1630. Los pueblos hurón y la Confederación Neutral mantuvieron el lado norte del lago Erie hasta la década de 1650, cuando los iroqueses empujaron a ambos y al pueblo Erie lejos del lago y sus arroyos alimentadores ricos en castores en las Guerras de los castores entre 1649 y 1655.
En la década de 1670, los iroqueses debilitados por la guerra reclamaron un lugar tan al sur como el valle del río Ohio en el norte de Kentucky como terrenos de caza, y habían absorbido a muchos otros pueblos iroqueses después de derrotarlos en la guerra. Durante los siguientes cien años, prácticamente no se contempló ninguna acción británica, de colonos o de Francia sin consultar o considerar la probable respuesta de los iroqueses. Cuando la guerra franco-india desalojó al Reino de Francia de Canadá, eliminó una barrera para los colonos británicos que migraban hacia el oeste.
Las negociaciones británicas con los iroqueses resultarían críticas y conducirían a una política de la Corona que limitara los asentamientos debajo de los Grandes Lagos y al oeste de los montes de Allegheny. Muchos aspirantes a inmigrantes estadounidenses coloniales se resintieron por esta restricción y se convirtieron en partidarios de la Revolución de las Trece Colonias. Las incursiones de 1778 y la resultante expedición Sullivan decisiva de 1779 reabrieron el Territorio del Ohio a la emigración hacia el oeste, que comenzó casi de inmediato. Hacia 1800, los colonos blancos se dirigían hacia el oeste.

### Asentamientos europeos
El nombre de la ciudad viene del río Detroit (en francés le détroit du Lac Érié), que quiere decir «el estrecho del lago Erie», que une el lago Sainte-Claire con el lago Erie. Subiendo el río Detroit sobre el barco Le Pitton (de propiedad de La Salle), el padre Louis Hennepin notó la orilla norte del río como una ubicación ideal para un asentamiento. Allí, en 1701, el oficial francés Antoine de la Mothe Cadillac fundó un establecimiento llamado Fuerte Détroit, nombrándolo después el conde de Pontchartrain, ministro de Marina de Luis XIV. François Marie Picoté, señor de Belestre (Montreal 1719-1793) fue el último comandante francés en el Fuerte Detroit (1758-1760), antes de la rendición del fuerte el 29 de noviembre de 1760 a los británicos.
Durante la Guerra Franco-india (1760), las tropas británicas ganaron el control del fuerte y acortaron el nombre a Detroit. En 1763, varias tribus encabezadas por el jefe Pontiac, un líder de Ottawa, llevaron a cabo la Rebelión de Putiac, incluyendo un asedio al Fuerte Detroit. Como respuesta parcial a esto, la Proclamación Real de 1763 británica, incluyó restricciones en territorios indios no cedidos. Detroit pasó a los Estados Unidos conforme al Tratado de Arriendo (1796). En 1805, el fuego destruyó la mayor parte del asentamiento. El depósito del río y las chimeneas de ladrillo de las casas de madera fueron las únicas estructuras que sobrevivieron al desastre. La bandera de Detroit refleja en su diseño su herencia francesa.

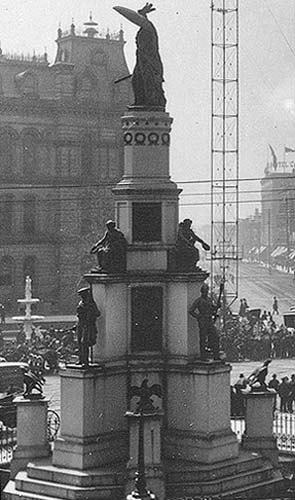
Monumento a los soldados y marinos de Míchigan de la Guerra Civil con el antiguo Ayuntamiento de Detroit al fondo.

A partir de 1805 hasta 1847, Detroit fue capital de Míchigan. Como la ciudad se amplió, la disposición de las calles siguió un plan desarrollado por Augustus B. Woodward, presidente del tribunal de Justicia del Territorio de Míchigan. Detroit fue sitiada por las tropas británicas durante la guerra de 1812 en el sitio de Detroit, siendo reconquistada por los Estados Unidos en 1813 e incorporada como una ciudad en 1815. Antes de la guerra civil estadounidense, el acceso de la ciudad a la frontera canadiense lo hizo una parada clave a lo largo del ferrocarril subterráneo.
Muchos detroitinos se ofrecieron para luchar durante la guerra civil estadounidense. Después de la muerte de Abraham Lincoln, George Armstrong Custer dedicó un elogio a los miles de reunidos cerca del Campus Martius Park. Custer había mandado la Brigada Míchigan durante la guerra de Secesión y les llamó «Wolverines».
Muchas mansiones y edificios de la Gilded Age de Detroit surgieron hacia fines del siglo XIX. La ciudad se hizo conocida entonces como el «París del Oeste» debido a su similar arquitectura. Estratégicamente localizado a lo largo de la vía fluvial de los Grandes Lagos, Detroit creció como una zona de transporte. La ciudad había crecido regularmente a partir de los años 1830 con el aumento del transporte, la construcción de barcos e industrias manufactureras.
En 1896, gente rica y próspera incitó a Henry Ford a construir su primer automóvil en un taller alquilado sobre la avenida Mack, y en 1904, se fabricó el Modelo T. La industria manufacturera de Ford, junto a otros pioneros de la automoción como William C. Durant, los hermanos Dodge, y Walter Chrysler, reforzaron el papel de Detroit como la capital del mundo automotor.

### Primeras décadas delsigloXX

Nevada en la avenida Woodward, años 1900.

En 1903, Henry Ford fundó Ford Motor Company. La manufactura de Ford —y la de los pioneros automotrices William Crapo Durant, los hermanos Dodge, Packard y Walter Percy Chrysler— establecieron el estatus de Detroit a principios del siglo XX como la capital mundial del automóvil.
Con el rápido aumento del número de trabajadores industriales en las fábricas de automóviles, los sindicatos como la Federación Estadounidense del Trabajo y el United Auto Workers lucharon para organizar a los trabajadores con el fin de obtener mejores condiciones laborales y salariales. Iniciaron huelgas y otras tácticas en apoyo de mejoras como la jornada laboral de 8 horas, aumentos salariales, así como mayores beneficios y condiciones laborales. El activismo laboral durante esos años aumentó la influencia de líderes sindicales en la ciudad como Jimmy Hoffa de Teamsters y Walter Reuther del sindicato United Auto Workers.

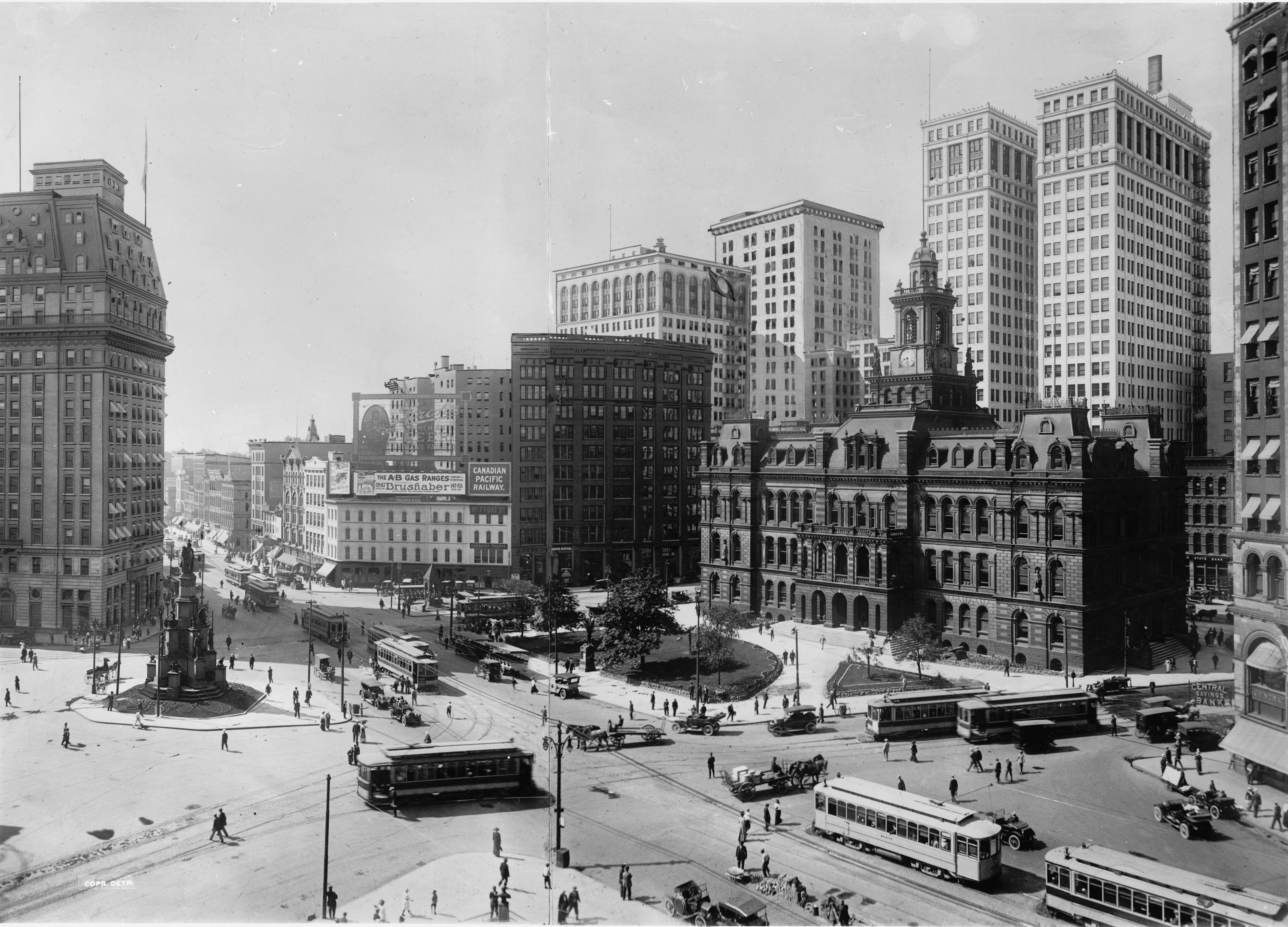
El Campus Martius Park en los años 1910.

Debido al auge de la industria automotriz, Detroit se convirtió en la cuarta ciudad más grande de Estados Unidos en 1920, después de Nueva York, Chicago y Filadelfia. Durante los felices años veinte surgieron algunos de los primeros rascacielos de varias decenas de pisos como el Penobscot, el Guardian, la Book Tower, el Fisher, la Cadillac Tower, el Stott, la Broderick Tower, el Buhl y el Book Cadillac.
La Ley seca de los años 1920 y principios de los1930 convirtió el río Detroit en una importante vía para el contrabando de bebidas alcohólicas canadienses ilegales.

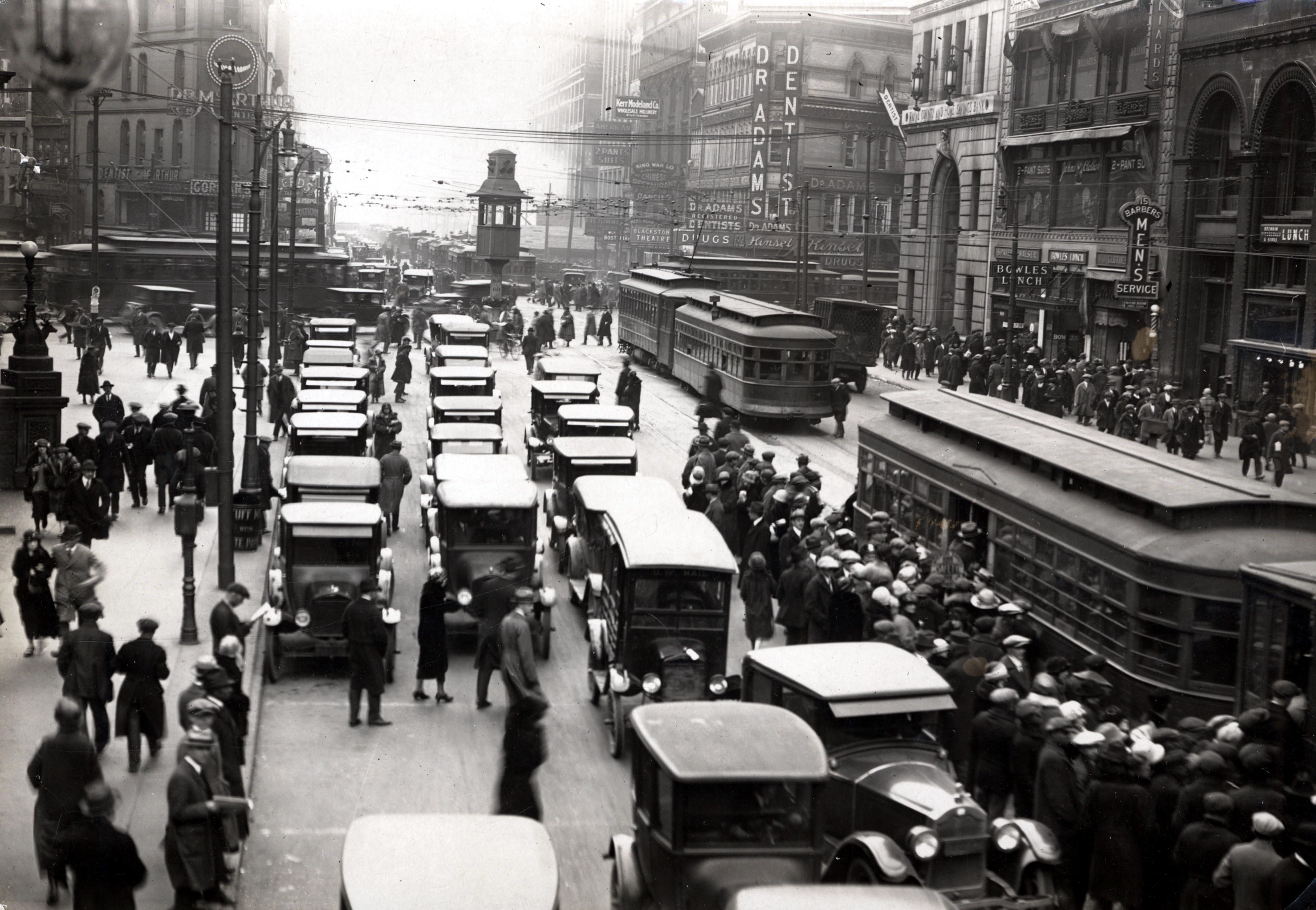
Downtown Detroit hacia 1920.

Detroit fue una de las principales ciudades del Medio Oeste que fue un lugar para el resurgimiento urbano dramático del Ku Klux Klan a partir de 1915. «En la década de 1920, la ciudad se había convertido en un bastión del KKK», cuyos miembros se oponían principalmente a los inmigrantes católicos y judíos pero también practicó la discriminación contra los estadounidenses negros.

### Años 1940
Los años 1940 vieron la construcción de la primera autopista urbana bajo tierra del mundo, la Davison y el crecimiento industrial durante la Segunda Guerra Mundial le significó al apodo a Detroit como el Arsenal de la Democracia.

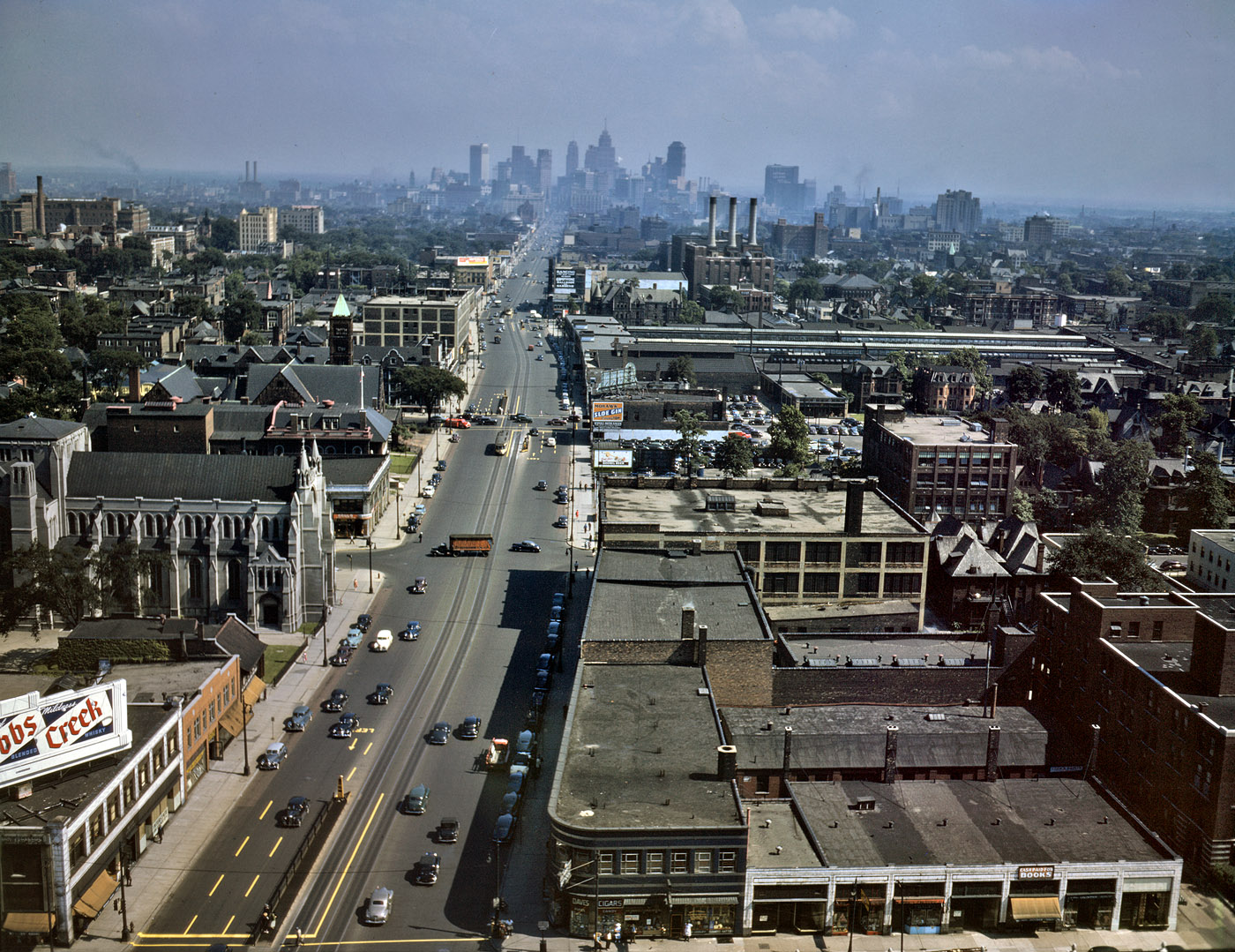
La avenida Woodward en 1942.

Los trabajos se expandieron tan rápidamente debido a la acumulación de defensa en la Segunda Guerra Mundial que 400 000 personas emigraron a la ciudad de 1941 a 1943, incluidos 50 000 negros en la segunda ola de la Gran Migración Afroamericana y 350 000 blancos, muchos de ellos del Sur de los Estados Unidos.
Los blancos, incluidos los europeos étnicos, temían la competencia negra por el empleo y la escasez de viviendas. El gobierno federal prohibió la discriminación en el trabajo de defensa, pero cuando en junio de 1943 Packard promovió a tres negros para trabajar junto a blancos en sus líneas de montaje, 25 000 trabajadores blancos abandonaron el trabajo.

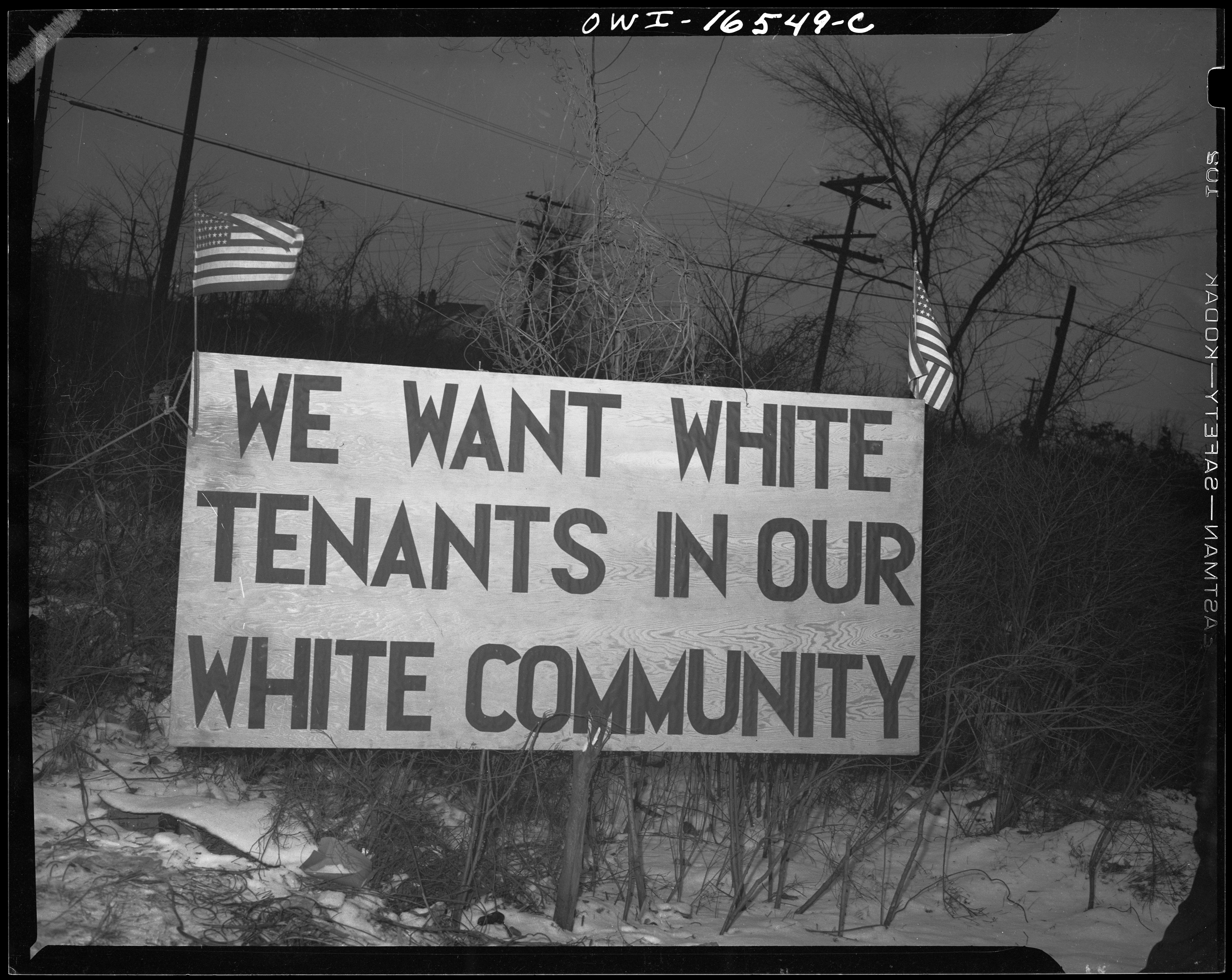
Valla promocionando la segregación racial a finales de los años 1940.

El problema venía gestándose desde años atrás. Para 1940, el 80 % de las escrituras de Detroit contenían convenios restrictivos que prohibían a los negros comprar casas que pudieran pagar. Estas tácticas discriminatorias tuvieron éxito ya que la mayoría de la gente negra en Detroit recurrió a vivir en todos los vecindarios negros como Black Bottom y Paradise Valley. En este momento, los blancos todavía constituían aproximadamente el 90.4 % de la población de la ciudad.
Desde la década de 1940 hasta la de 1970, una Segunda Gran Migración Negra se mudó a Detroit en busca de empleo y con el deseo de escapar de las leyes de Jim Crow que imponen la segregación en el Sur. Sin embargo, pronto se vieron nuevamente excluidos de muchas oportunidades en Detroit, a través de la violencia y las políticas que perpetúan la discriminación económica (por ejemplo, la negación sistemática de varios servicios llamada redlining).
El disturbio racial de 1943 tuvo lugar en junio, tres semanas después de la protesta en la planta de Packard, comenzando con un altercado en Belle Isle. Los negros sufrieron veinticinco muertes (de un total de treinta y cuatro), tres cuartas partes de seiscientos heridos y la mayoría de las pérdidas debido a daños a la propiedad. Los alborotadores se movieron por la ciudad y los jóvenes blancos viajaron por la ciudad para atacar a más negros asentados en su vecindario de Paradise Valley.

### Posguerra
Las fusiones industriales en la década de 1950, especialmente en el sector del automóvil, aumentaron el oligopolio en la industria automotriz estadounidense. Los fabricantes de Detroit como Packard y Hudson se fusionaron con otras empresas y finalmente desaparecieron. En su pico de población de 1 849 568, en el censo de 1950, la ciudad era la quinta más grande de los Estados Unidos, después de Nueva York, Chicago, Filadelfia y Los Ángeles.

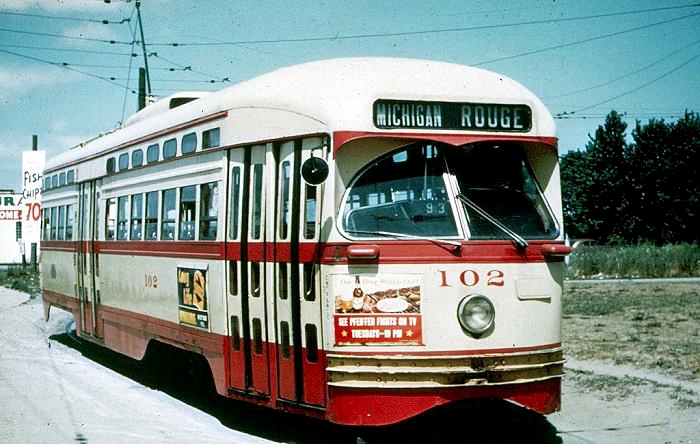
Tranvía eléctrico en 1950.

En 1956, la última línea de tranvías eléctricos que viajaba a lo largo de Woodward Avenue fue eliminada y reemplazada por autobuses a gasolina. Era la última línea de lo que alguna vez fue una red de 859 kilómetros. En 1941, en las horas punta, un tranvía pasaba por Woodward Avenue cada 60 segundos.

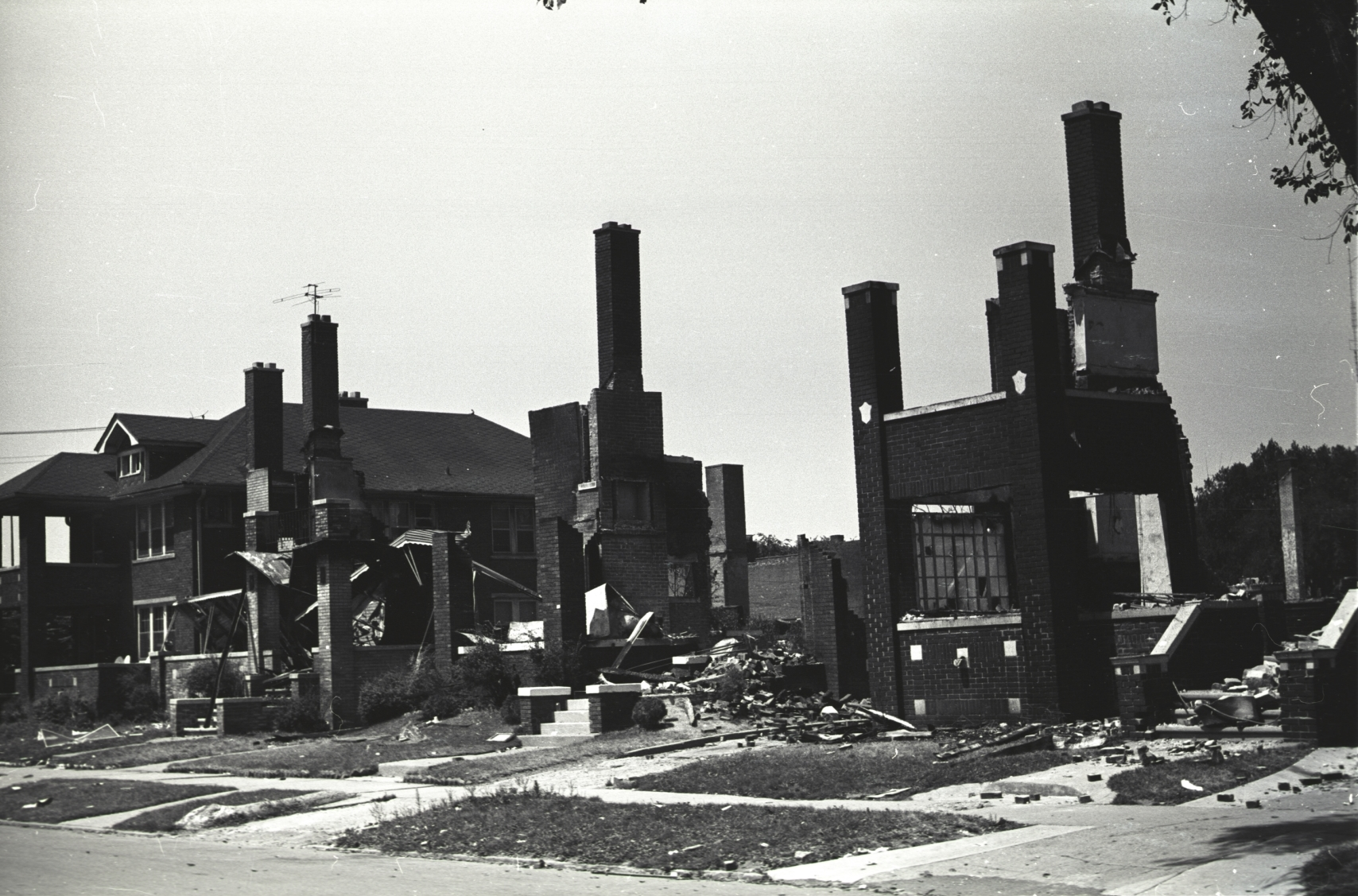
Ruinas tras los disturbios de julio de 1967.

Las tensiones de larga data en Detroit culminaron con los disturbios de julio de 1967. El gobernador George W. Romney ordenó a la Guardia Nacional de Míchigan que ingresara a Detroit, y el presidente Lyndon B. Johnson envió a la 82.ª y 101.ª División Aerotransportada del Ejército de Estados Unidos. El resultado fue 43 muertos, 467 heridos, más de 7200 arrestos y más de 2000 edificios destruidos, principalmente en áreas residenciales y comerciales de negros. Miles de pequeñas empresas cerraron permanentemente o se trasladaron a vecindarios más seguros. Durante los diez siguientes años la ciudad perdió 110 000 empleos y el sector afectado estuvo en ruinas durante décadas.
En noviembre de 1973, la ciudad eligió a Coleman Young como su primer alcalde negro. Young buscó mejorar el sistema de transporte y en 1976 el gobierno federal ofreció 600 millones de dólares para construir un sistema regional de tránsito rápido, bajo una sola autoridad regional. Sin embargo, la tensión con sus homólogos suburbanos sobre asuntos regionales fue problemática. Tras las imposibilidad de llegar a un acuerdo, Young siguió adelante con la construcción de la parte elevada del sistema en Downtown, que se conoció como Detroit People Mover.

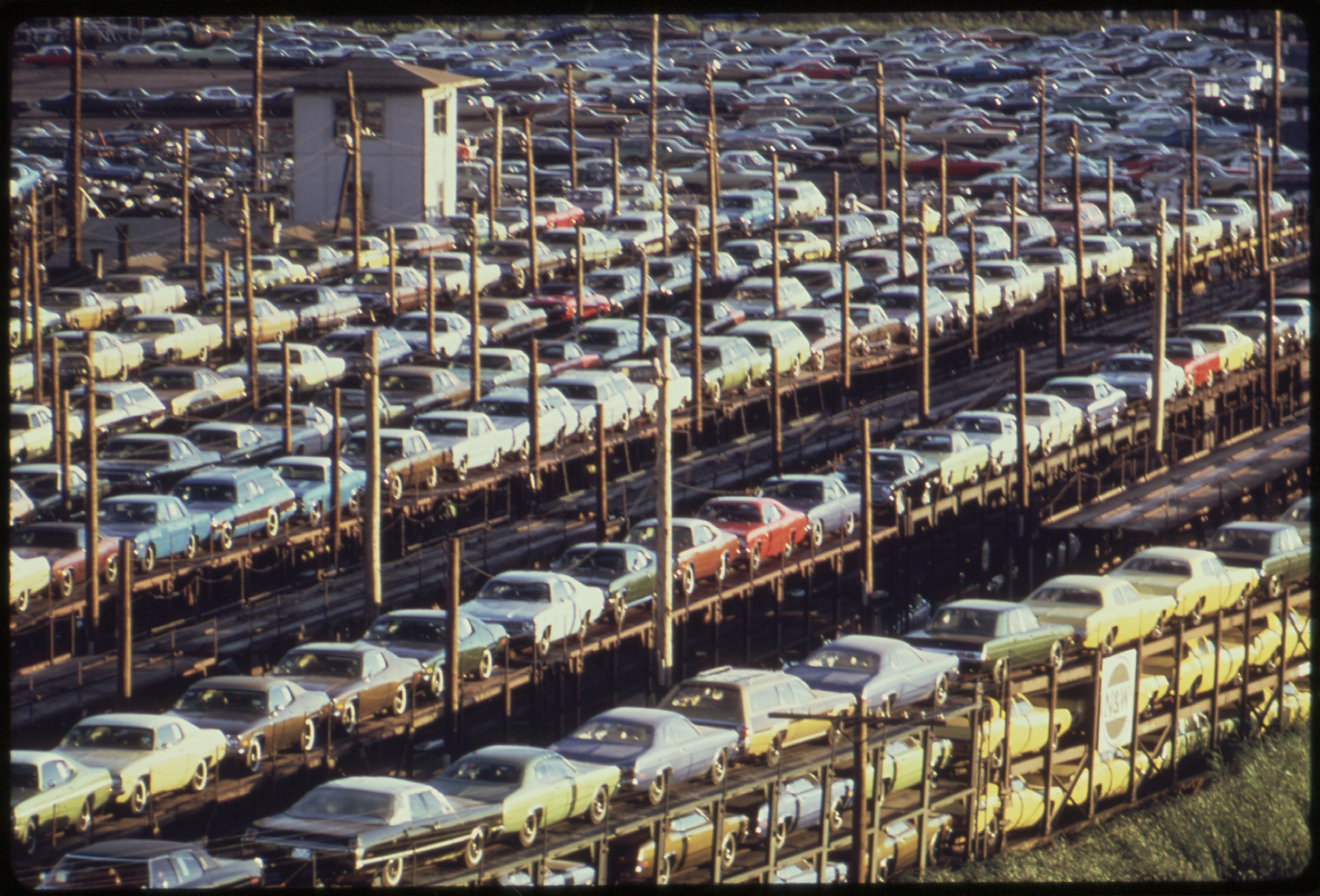
Automóviles Chrysler en 1973.

Las crisis del petróleo de 1973 y de 1979 también afectaron a Detroit y a la industria automotriz estadounidense. Los compradores eligieron automóviles más pequeños y de menor consumo de combustible fabricados por fabricantes extranjeros a medida que subía el precio de la gasolina. Los esfuerzos para revivir la ciudad se vieron obstaculizados por las luchas de la industria automotriz, ya que sus ventas y participación de mercado disminuyeron. Los fabricantes de automóviles despidieron a miles de empleados y cerraron plantas en la ciudad, erosionando aun más la base impositiva. Para contrarrestar esto, la ciudad utilizó el dominio eminente para construir dos grandes nuevas plantas de ensamblaje de automóviles en la ciudad. En 1977 se inauguró el Renaissance Center a orillas del río Detroit con el fin de reactivar la economía del Downtown.

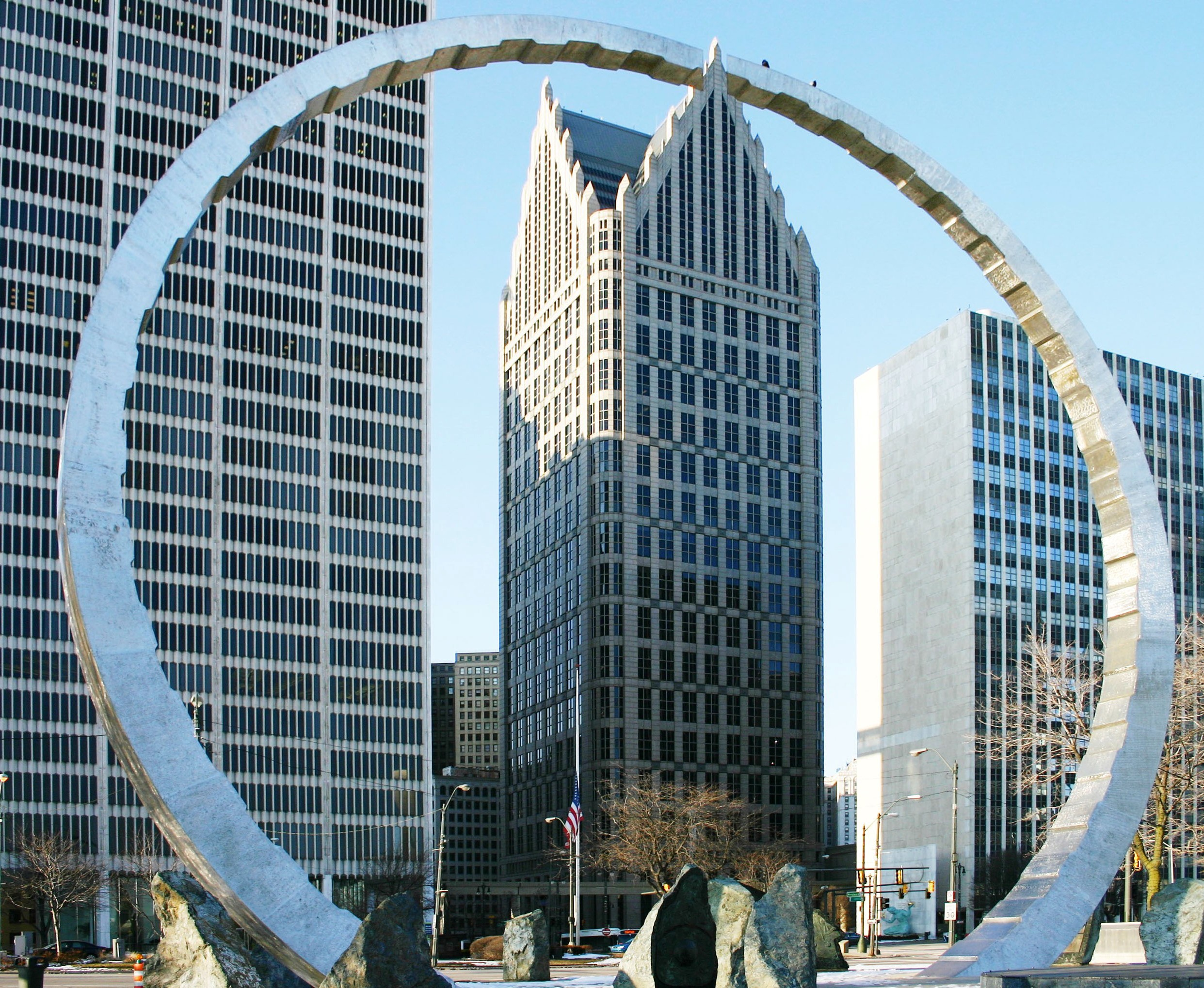
El rascacielos One Detroit Center desde la Philip A. Hart Plaza.

De 1982 a 1988 la ciudad abergó en su  circuito callejero el Gran Premio del este de los Estados Unidos de Fórmula 1, que tenía diecisiete curvas en 2012 km. El 16 de agosto de 1987, el vuelo 255 de Northwest Airlines se estrelló cerca de Detroit y murieron todas menos una de las 155 personas a bordo, así como a dos personas en tierra.
En 1993, Young se retiró como el alcalde con más años de servicio en Detroit. Ese año la ciudad eligió a Dennis Archer, un exjuez de la Corte Suprema de Míchigan, que priorizó desarrollar del centro y aliviar las tensiones con los vecinos suburbanos de Detroit. A su vez, en 1993 se inauguró el One Detroit Center, el segundo edificio más alto de la ciudad supeado solo por la torre central del Renaisance Center. En 1996 se aprobó un referéndum para permitir los juegos de azar en la ciudad; varios casinos temporales abrieron en 1999, en el paseo fluvial que conecta con el Renaissance Center.

### SigloXXI
El Campus Martius Park se inauguró en 2004. Ha sido citado como uno de los mejores espacios públicos de los Estados Unidos. El International Riverfront ha sido el foco de la remodelación. En 2001, se completó la primera parte del proyecto dentro del marco de la celebración del 300 aniversario de la ciudad. En los años siguientes se han completado varios kilómetros de parques. En 2011, se inauguró la Terminal de Pasajeros de la Autoridad Portuaria, con el paseo fluvial que conecta la Philip A. Hart Plaza con el Renaissance Center.

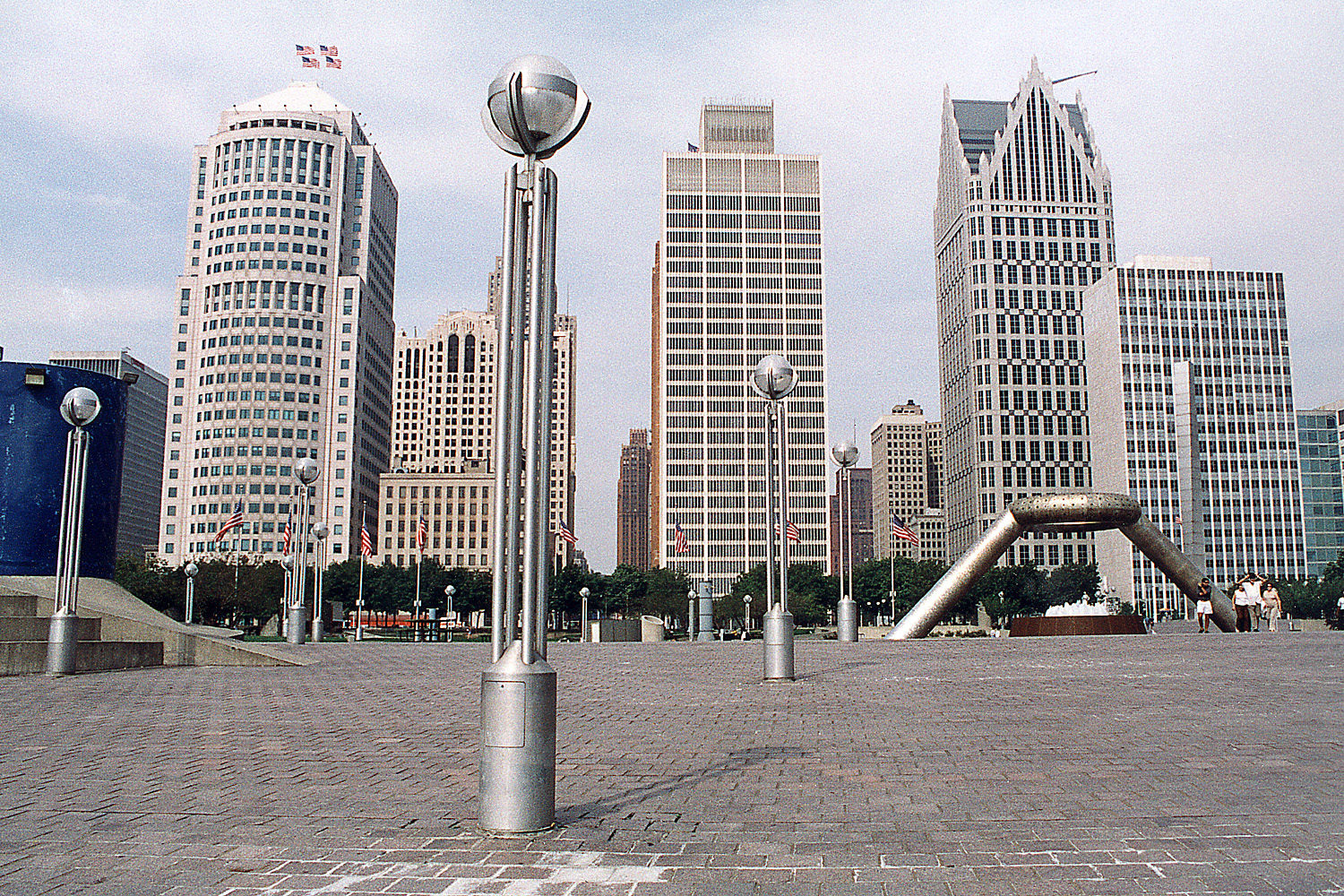
Philip A. Hart Plaza, en la orilla del río Detroit.

El prolongado declive de Detroit ha provocado un grave deterioro urbano, con miles de edificios vacíos alrededor de la ciudad. Algunas partes de Detroit están tan escasamente pobladas que la ciudad tiene dificultades para proporcionar servicios municipales. La ciudad ha demolido miles de casas y edificios abandonados, plantando césped y árboles, y ha considerado quitar el alumbrado público de grandes sectores, con el fin de alentar a la pequeña población a trasladarse a áreas más pobladas. Aproximadamente la mitad de los propietarios de las 305 000 propiedades de Detroit no pagaron sus facturas de impuestos de 2011, lo que resultó en pérdidas de unos 246 millones de dólares.
En septiembre de 2008, el alcalde Kwame Kilpatrick renunció tras ser condenado por delitos graves. En 2013, fue condenado por 24 delitos federales, incluido fraude postal, fraude electrónico y extorsión, y fue sentenciado a 28 años en una prisión federal. Las actividades del exalcalde le costaron a Detroit unos 20 millones de dólares. En 2013, se presentaron cargos por delitos graves de soborno contra siete inspectores de edificios. En 2016, se presentaron más cargos de corrupción contra 12 directores, un ex superintendente escolar y proveedor de suministros por un plan de sobornos de 12 millones de dólares.

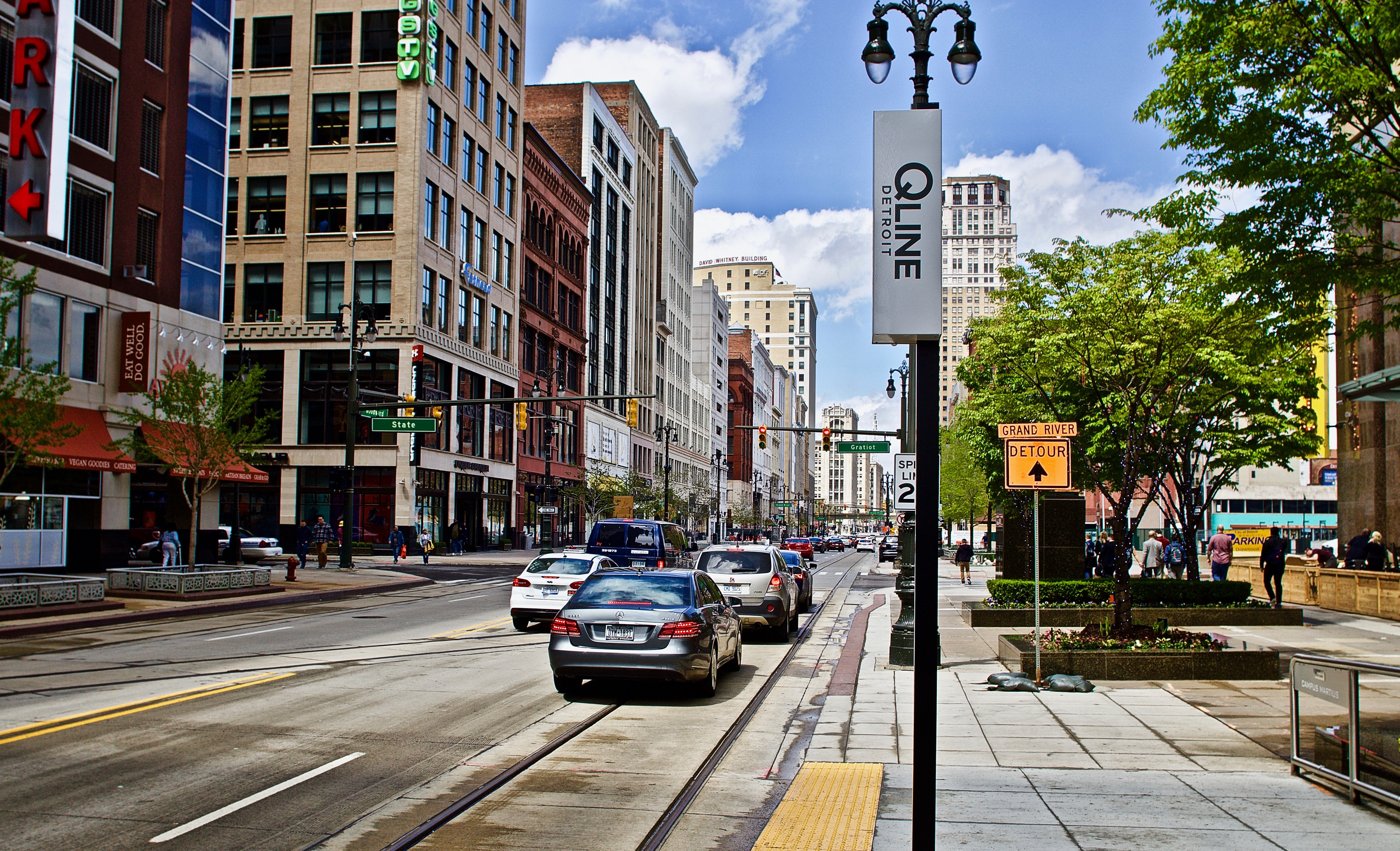
La avenida Woodward a la altura de State Street en 2017.

La crisis financiera de la ciudad llevó a que el estado de Míchigan asumiera el control administrativo de su gobierno. El gobernador del estado declaró una emergencia financiera en marzo de 2013 y nombró a Kevyn Orr como gerente de emergencias. El 18 de julio de 2013, Detroit se convirtió en la ciudad más grande de Estados Unidos en declararse en quiebra. Fue declarada en quiebra por el Tribunal de Distrito de Estados Unidos el 3 de diciembre de 2013, con una deuda de 18 500 millones. El 7 de noviembre de 2014, se aprobó el plan para salir de la quiebra. Al mes siguiente, el 11 de diciembre, Detroit salió oficialmente de la quiebra. El plan permitió eliminar 7000 millones en deuda e invertir 1700 en mejores servicios de la ciudad.

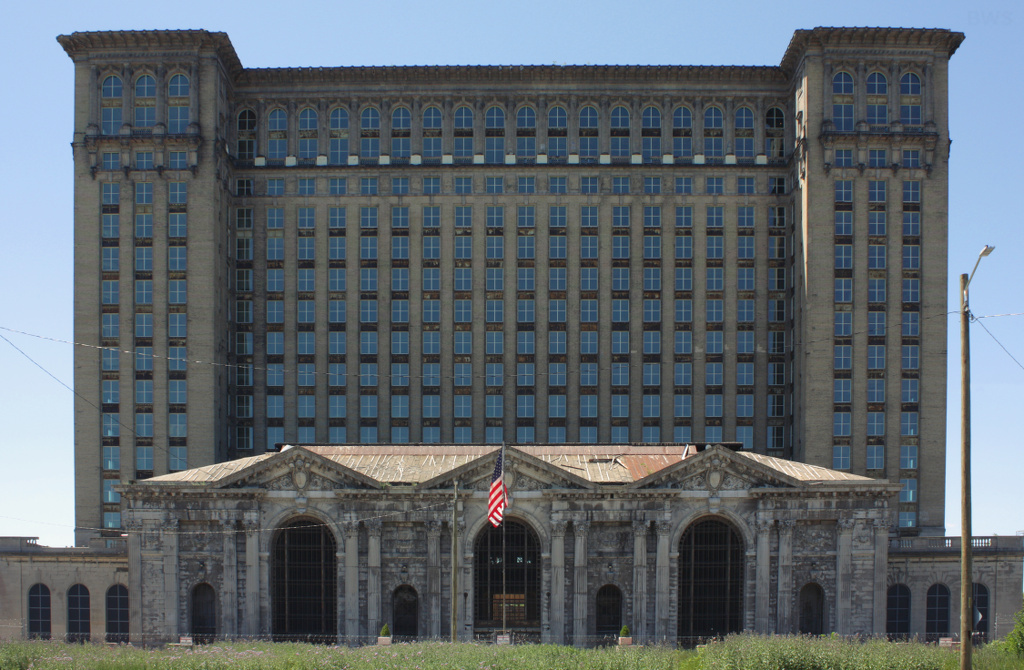
La Michigan Central Station, vacía durante décadas, fue parcialmente renovada en 2015

Desde entonces, se han hecho esfuerzos por reparar el sistema de alumbrado público. A un cierto punto, el 40 % de las luces de Detroit no funcionaban, lo que resultó en problemas de seguridad pública y abandono de viviendas. El plan supuso reemplazar las obsoletas lámpara de vapor de sodio a alta presión por 65 000 luces led.
La Michigan Central Station, vacía durante décadas, fue parcialmente renovada en 2015 con nuevas ventanas, ascensores e instalaciones. Varios otros edificios emblemáticos han sido renovados y adaptados de forma privada como condominios, hoteles, oficinas o para usos culturales, lo cual ha llevado a hablar de un renacimiento urbano en algunas zonas del Downtown.
En el censo de 2020, la ciudad registró 639 111 habitantes.

## Geografía

### Área metropolitana
Detroit es el centro de un área urbana de tres condados (con una población de 3 734 090 dentro de un área de 3460 km² según el censo de Estados Unidos de 2010), Área Estadística Metropolitana de seis condados (población de 4 296 250 en un área de 10 130 km² a partir del censo de 2010), y un Área Estadística Combinada de nueve condados (población de 5.3 millones dentro de 15 060 km² a partir de 2010).

### Topografía

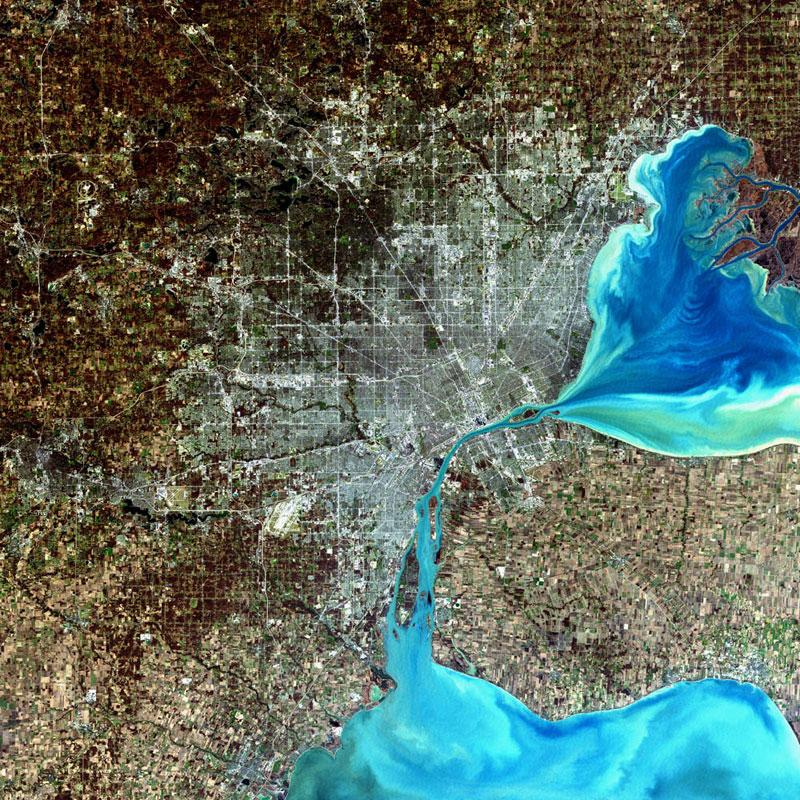
Una imagen de satélite de Detroit, coloreada artificialmente

Según la Oficina del Censo de los Estados Unidos, la ciudad tiene un área total de 370.2 km²; de esta superficie, 359.4 km² son tierra y 11 km² son de agua. La elevación más alta en Detroit está en la vecindad del distrito de la Universidad en el noroeste de Detroit, justo al oeste del Palmer Park que se ubica en una altura de 204 m. La elevación más baja de Detroit está a lo largo de su orilla que se ubica a una altitud de 176 m. Detroit es el ciudad principal en el área metropolitana de Detroit y el sudeste de Míchigan situado en el medio oeste de Estados Unidos y la región de los Grandes Lagos (América del Norte).
El Refugio de Vida Silvestre Internacional del río Detroit es el único de vida silvestre preservado en América del Norte, con una ubicación exclusiva en el corazón de una gran área metropolitana. El refugio incluye islas, humedales costeros, marismas, bancos de arena y tierras frente al mar a lo largo de 77 km de la costa occidental del río Detroit y el lago Erie.
La ciudad se inclina suavemente desde el noroeste al sureste, hasta en un llano compuesto en gran parte de la arcilla glacial y lago. La característica topográfica más notable en la ciudad es el, una amplia cresta de la arcilla en la que las partes más antiguas de Detroit y Windsor se sientan encima, el aumento de aproximadamente 19 m por encima del río en su punto más alto. El punto más alto elevación de la ciudad se encuentra directamente al norte del área de juegos Zona Gorham, justo lado noroeste de aproximadamente tres cuadras al sur del camino conocido como milla 8, a una altitud de 206 a 207 m. La elevación más baja está a lo largo del río de Detroit, a una altitud de 174 m.

### Belle Isle

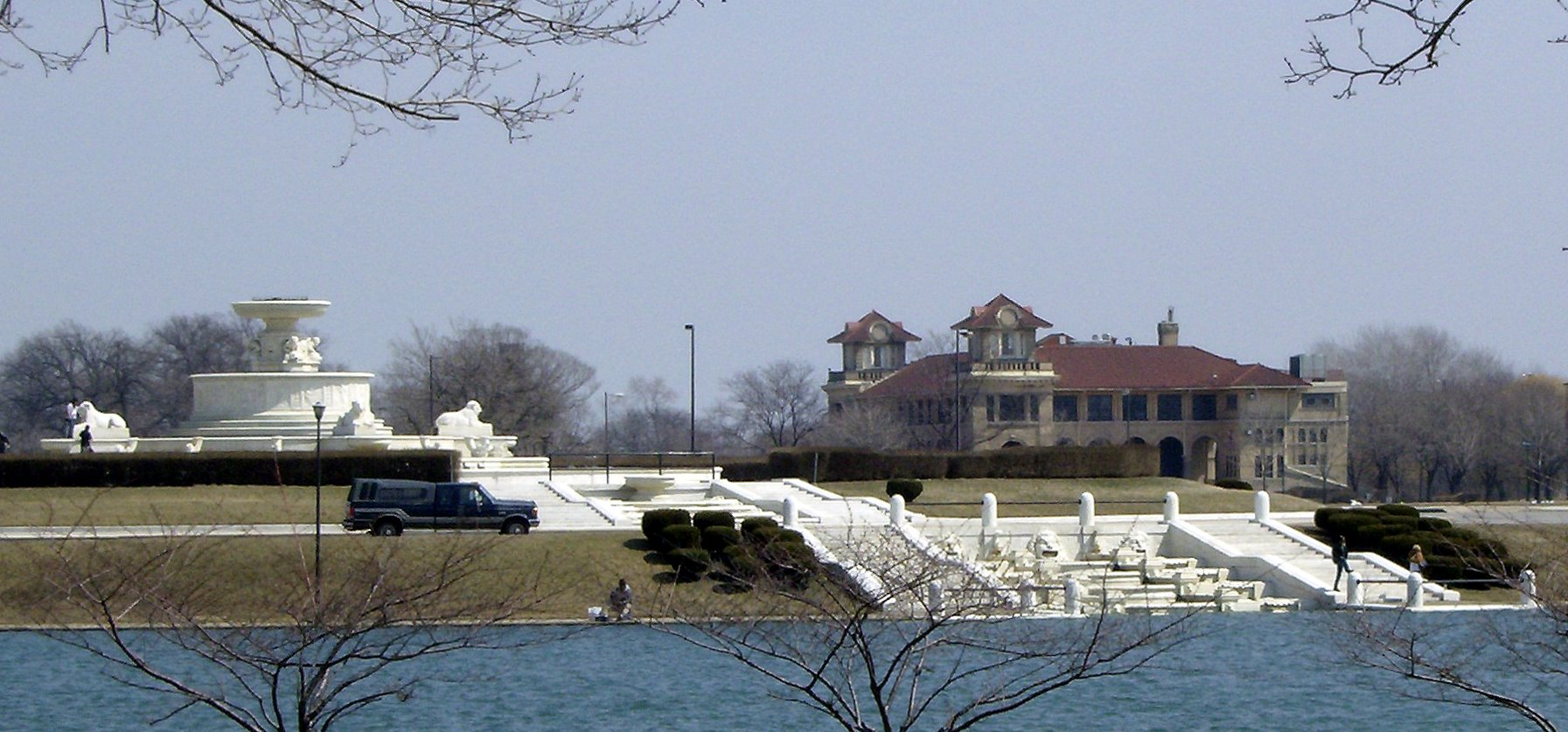
Fuente Conmemorativa James Scott en Belle Isle Park.

Cuenta con 397 m², oficialmente llamada Belle Isle Park, en el río Detroit, entre Detroit y Windsor (Ontario). Está conectada al continente por el puente MacArthur en Detroit. Belle Isle Park contiene las atracciones tales como la Fuente Conmemorativa James Scott, el Invernadero de Belle Isle, el Club de Yates de Detroit en una isla adyacente, a 800 m de la playa, un campo de golf, un centro de naturaleza, monumentos y jardines. El horizonte de la ciudad puede ser vista desde la isla.

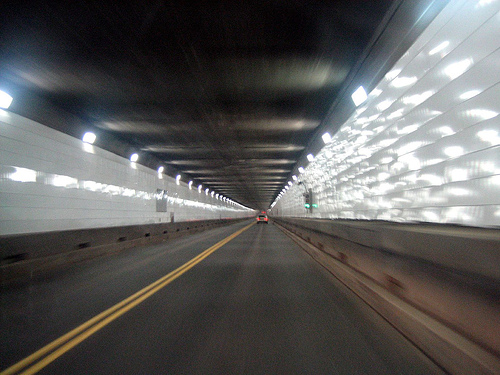
El túnel Detroit-Windsor pasa por debajo del río Detroit y atraviesa la frontera entre Canadá y Estados Unidos.

Tres sistemas de caminos cruzan la ciudad: la plantilla original en francés, con avenidas que irradian desde la línea de la costa; y verdaderos caminos norte-sur se basan en el sistema municipio Ordenanza del noroeste. La ciudad está al norte de Windsor, Ontario. Detroit es la única ciudad importante a lo largo de la frontera entre Canadá y Estados Unidos en el que uno viaja al sur con el fin de cruzar a Canadá.
Detroit tiene cuatro pasos de frontera: el puente Ambassador y el túnel Detroit-Windsor proporcionan vías para vehículos de motor, con el túnel central de tren de Míchigan también se proporciona acceso ferroviario hacia y desde Canadá. El cuarto paso de frontera es el Detroit-Windsor Camión de transporte ferry, situado cerca de la mina de sal de Windsor y la isla de Zug.

### Clima
Detroit y el resto del sudeste de Míchigan tienen un clima típico del medio oeste templado estacional, que está bajo la influencia de los Grandes Lagos. Los inviernos son muy fríos, pero las temperaturas raras veces descienden por debajo de los -18 °C. Las temperaturas veraniegas van desde 10 °C en la noche hasta los 30 °C en el día, aunque en ocasiones exceden los 36 °C.
El promedio de precipitaciones mensuales es de aproximadamente 50 a 100 mm. La nevada, que típicamente ocurre de noviembre a principios de abril, cubre de 3 a 25 cm al mes. La temperatura registrada más alta fue de 40.6 °C el 25 de junio de 1988, mientras que la temperatura más baja registrada fue de -29.4 °C el 19 de enero de 1994.
| Parámetros climáticos promedio de Detroit (Aeropuerto Internacional de Detroit), normales 1991–2020, extremos 1874–presente | Parámetros climáticos promedio de Detroit (Aeropuerto Internacional de Detroit), normales 1991–2020, extremos 1874–presente | Parámetros climáticos promedio de Detroit (Aeropuerto Internacional de Detroit), normales 1991–2020, extremos 1874–presente | Parámetros climáticos promedio de Detroit (Aeropuerto Internacional de Detroit), normales 1991–2020, extremos 1874–presente | Parámetros climáticos promedio de Detroit (Aeropuerto Internacional de Detroit), normales 1991–2020, extremos 1874–presente | Parámetros climáticos promedio de Detroit (Aeropuerto Internacional de Detroit), normales 1991–2020, extremos 1874–presente | Parámetros climáticos promedio de Detroit (Aeropuerto Internacional de Detroit), normales 1991–2020, extremos 1874–presente | Parámetros climáticos promedio de Detroit (Aeropuerto Internacional de Detroit), normales 1991–2020, extremos 1874–presente | Parámetros climáticos promedio de Detroit (Aeropuerto Internacional de Detroit), normales 1991–2020, extremos 1874–presente | Parámetros climáticos promedio de Detroit (Aeropuerto Internacional de Detroit), normales 1991–2020, extremos 1874–presente | Parámetros climáticos promedio de Detroit (Aeropuerto Internacional de Detroit), normales 1991–2020, extremos 1874–presente | Parámetros climáticos promedio de Detroit (Aeropuerto Internacional de Detroit), normales 1991–2020, extremos 1874–presente | Parámetros climáticos promedio de Detroit (Aeropuerto Internacional de Detroit), normales 1991–2020, extremos 1874–presente | Parámetros climáticos promedio de Detroit (Aeropuerto Internacional de Detroit), normales 1991–2020, extremos 1874–presente |
| Mes | Ene. | Feb. | Mar. | Abr. | May. | Jun. | Jul. | Ago. | Sep. | Oct. | Nov. | Dic. | Anual |
| --- | --- | --- | --- | --- | --- | --- | --- | --- | --- | --- | --- | --- | --- |
| Temp. máx. abs. (°C) | 19.4 | 21.1 | 30 | 31.7 | 35 | 40 | 40.6 | 40 | 37.8 | 33.3 | 27.2 | 20.6 | 40.6 |
| Temp. máx. media (°C) | 0.2 | 1.8 | 7.7 | 14.8 | 21.3 | 26.5 | 28.7 | 27.4 | 23.6 | 16.7 | 9.2 | 2.9 | 15.1 |
| Temp. media (°C) | -3.4 | -2.2 | 2.9 | 9.4 | 15.7 | 21.1 | 23.4 | 22.4 | 18.3 | 11.7 | 5.1 | -0.4 | 10.3 |
| Temp. mín. media (°C) | -7.1 | -6.2 | -1.9 | 3.9 | 10.1 | 15.7 | 18 | 17.3 | 13.1 | 6.7 | 1.1 | -3.7 | 5.6 |
| Temp. mín. abs. (°C) | -29.4 | -28.9 | -20 | -13.3 | -3.9 | 2.2 | 5.6 | 3.3 | -1.7 | -8.3 | -17.8 | -23.9 | -29.4 |
| Precipitación total (mm) | 56.6 | 52.8 | 61.7 | 82.8 | 94.5 | 82.8 | 89.2 | 82.8 | 81.8 | 64.3 | 65.3 | 57.2 | 871.7 |
| Nevadas (cm) | 35.6 | 31.8 | 15.7 | 3.8 | 0 | 0 | 0 | 0 | 0 | 0 | 4.8 | 22.6 | 114.3 |
| Días de precipitaciones (≥ 0.2 mm)                                                                                          | 13.4 | 11.0 | 11.1 | 12.5 | 12.9 | 10.7 | 10.5 | 9.7 | 9.5 | 10.6 | 11.0 | 13.1 | 136.0 |
| Días de nevadas (≥ 0.2 cm)                                                                                                  | 10.7 | 9.2 | 5.3 | 1.5 | 0.1 | 0.0 | 0.0 | 0.0 | 0.0 | 0.2 | 2.6 | 8.0 | 37.6 |
| Horas de sol | 119.9 | 138.3 | 184.9 | 217.0 | 275.9 | 301.8 | 317.0 | 283.5 | 227.6 | 176.0 | 106.3 | 87.7 | 2435.9 |
| Humedad relativa (%) | 74.7 | 72.5 | 70.0 | 66.0 | 65.3 | 67.3 | 68.5 | 71.5 | 73.4 | 71.6 | 74.6 | 76.7 | 71.0 |
| Fuente: NOAA (humedad y horas de sol 1961–1990)                                                                             | | | | | | | | | | | | | |

## Paisaje urbano

### Arquitectura

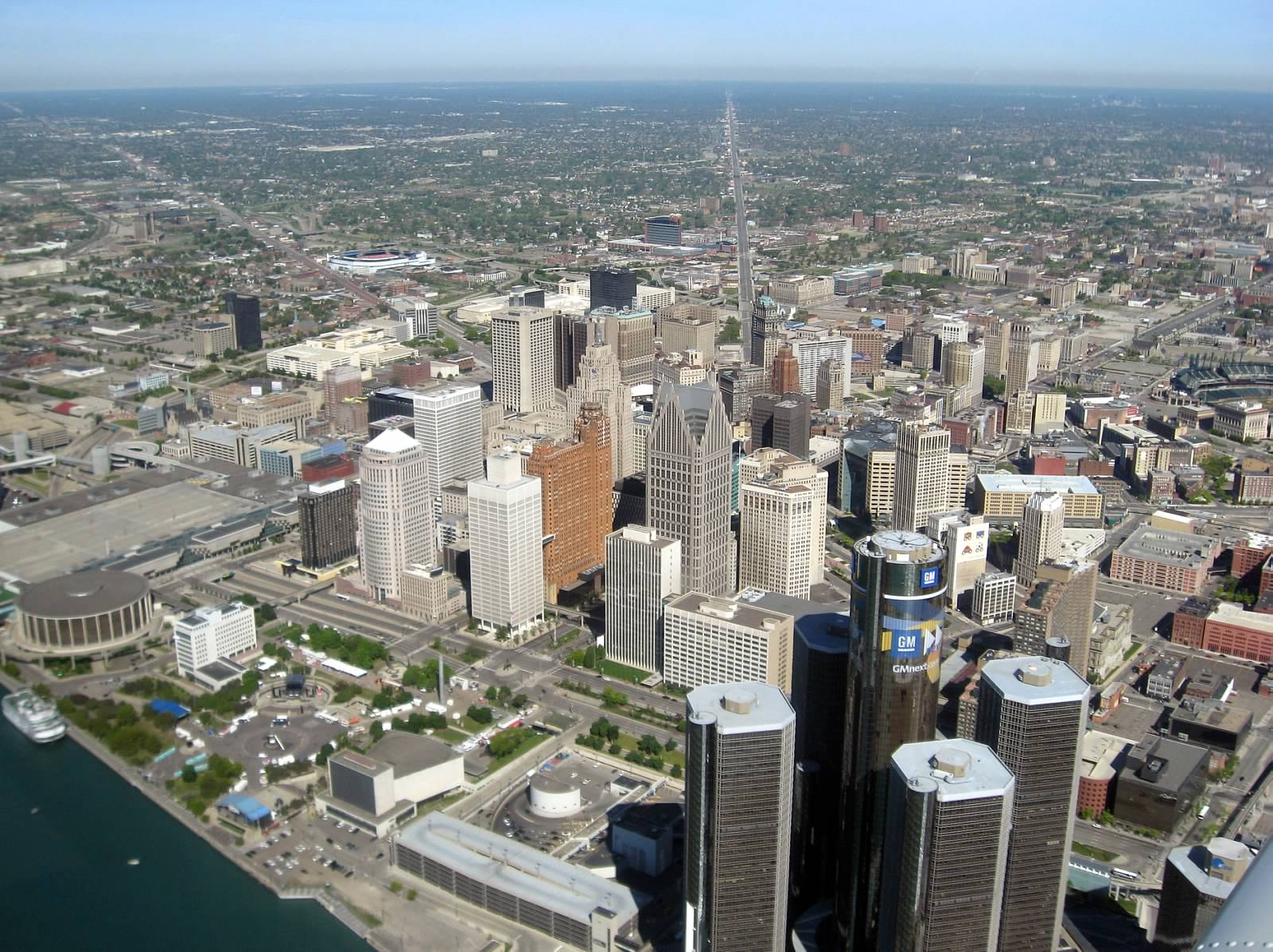
Vista aérea del Downtown Detroit a orillas del río Detroit.

El paseo marítimo de Detroit muestra una variedad de estilos arquitectónicos. Las agujas posmodernas neogóticas del One Detroit Center (1993) fueron diseñadas para referirse a los rascacielos art déco de la ciudad. Ejemplos del estilo art déco incluyen el edificio Fisher y Cadillac Place en el área de New Center cerca de la Universidad Estatal Wayne y los rascacielos Guardian y el Penobscot en el centro de la ciudad. Junto con el Renaissance Center, estos forman un horizonte distintivo y reconocible del Downtown.
La buena parte del resto de los rascacielos de la ciudad también se encuentran en el Distrito Financiero, el Boulevard Washington, la Griswold Street y la Avenida Woodward. Entre ellos, hay varios con más de 100 metros de altura, entre ellos varios inmuebles históricos como el Penobscot (1928) la Book Tower (1926), la Cadillac Tower (1927), el David Stott (1929), la David Broderick Tower (1928), el Buhl Building (1925) o el Book Cadillac (1924), lo mismo que torres modernas de estilo racionalista como el 150 West Jefferson (1989), el One Woodward Avenue (1963), el 211 West Fort Street (1963) o el 1001 Woodward (1965).

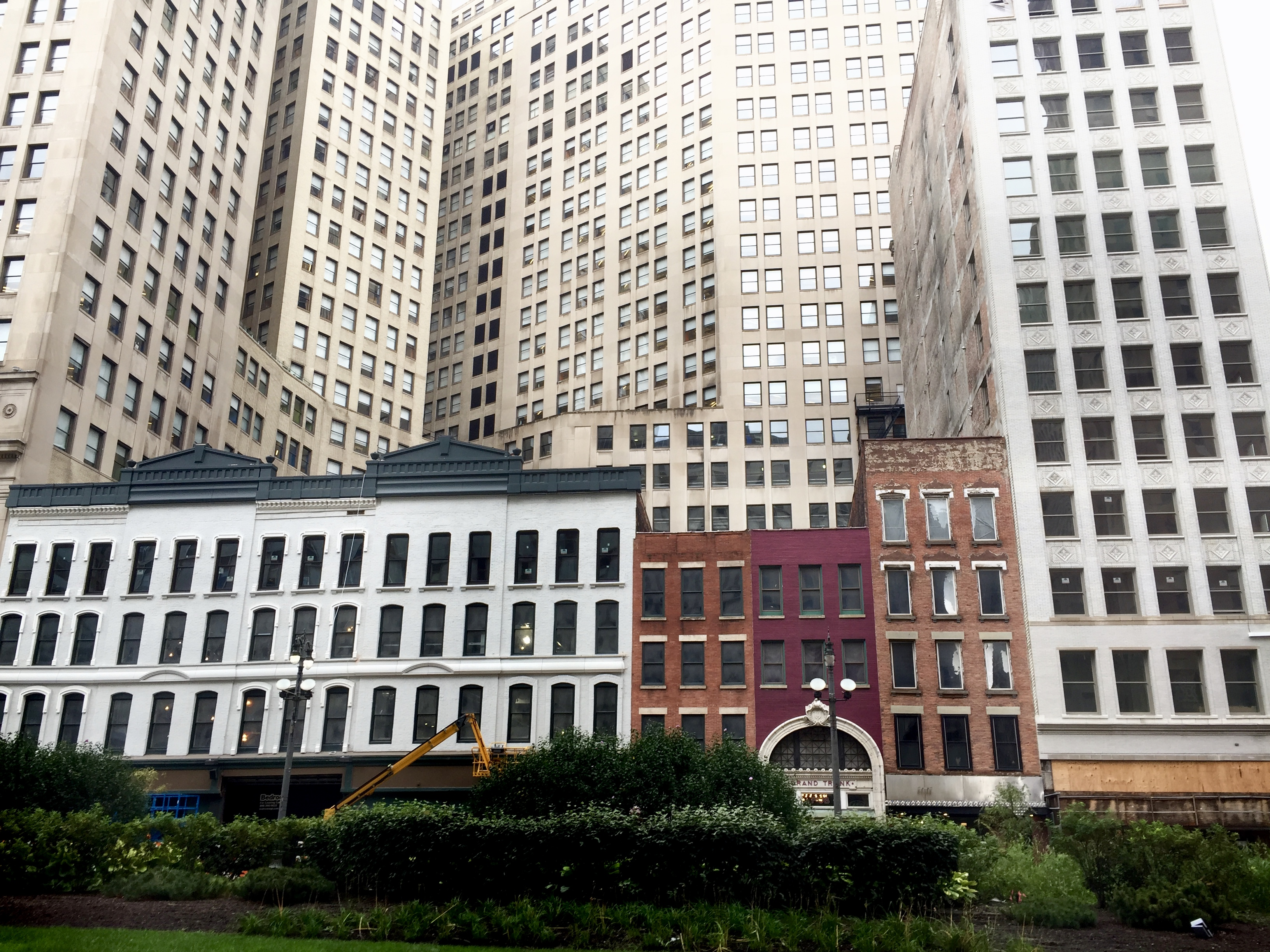
En primer plano, Edificios del en la Avenida Woodward. A la derecha el Vinton Building y al fondo, el First National Building (1922), ambos diseñados por el arquitecto Albert Kahn

Entre las estructuras destacadas de la ciudad se encuentran el Fox Theatre más grande de Estados Unidos, la Ópera de Detroit y el Instituto de Artes de Detroit, todos construidos a principios del siglo XX. La ciudad tiene una de las colecciones sobrevivientes más grandes de Estados Unidos de edificios de finales del siglo XIX y principios del XX. Las iglesias y catedrales arquitectónicamente significativas de la ciudad están las de San José, Santa María, el Corazón Dulcísimo de María y la Catedral del Santísimo Sacramento.
Si bien las áreas del Downtown y el New Center contienen edificios de gran altura, la mayor parte de la ciudad circundante consiste en estructuras de poca altura y viviendas unifamiliares. Fuera del núcleo de la ciudad, los rascacielos residenciales se encuentran en vecindarios de clase alta como East Riverfront, que se extiende hacia Grosse Pointe, y el vecindario de Palmer Park, al oeste de Woodward. El distrito de University Commons-Palmer Park en el noroeste de Detroit, cerca de Universidad de Detroit Misericordia y Marygrove College, es el ancla de vecindarios históricos que incluyen Palmer Woods, Sherwood Forest y el distrito universitario.

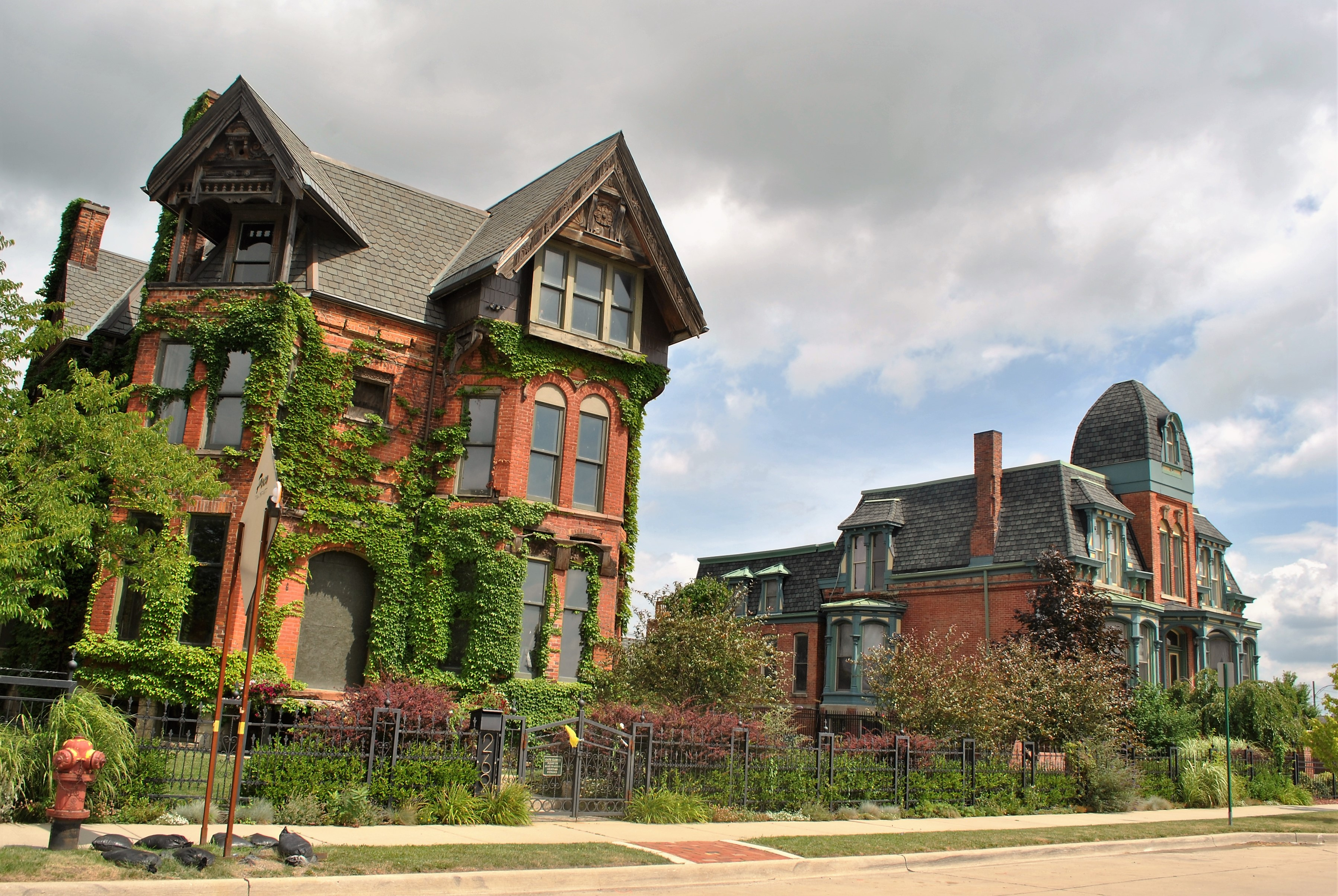
Mansiones en Brush Park.

Cuarenta y dos estructuras o sitios importantes se enumeran en el Registro Nacional de Lugares Históricos. Los vecindarios construidos antes de la Segunda Guerra Mundial presentan la arquitectura de la época, con casas de madera y ladrillos en los vecindarios de clase trabajadora, casas de ladrillos más grandes en los vecindarios de clase media y mansiones ornamentadas en vecindarios de clase alta como Brush Park, Woodbridge, Indian Village, Palmer Woods, Boston-Edison y otros.
Algunos de los barrios más antiguos se encuentran a lo largo de los principales corredores de Woodward y East Jefferson, que formaron la columna vertebral de la ciudad. Algunas construcciones residenciales más nuevas también se pueden encontrar a lo largo del corredor Woodward y en el extremo oeste y noreste. Los vecindarios más antiguos que existen incluyen West Canfield y Brush Park. Ha habido restauraciones multimillonarias de casas existentes y construcción de nuevas casas y condominios aquí.

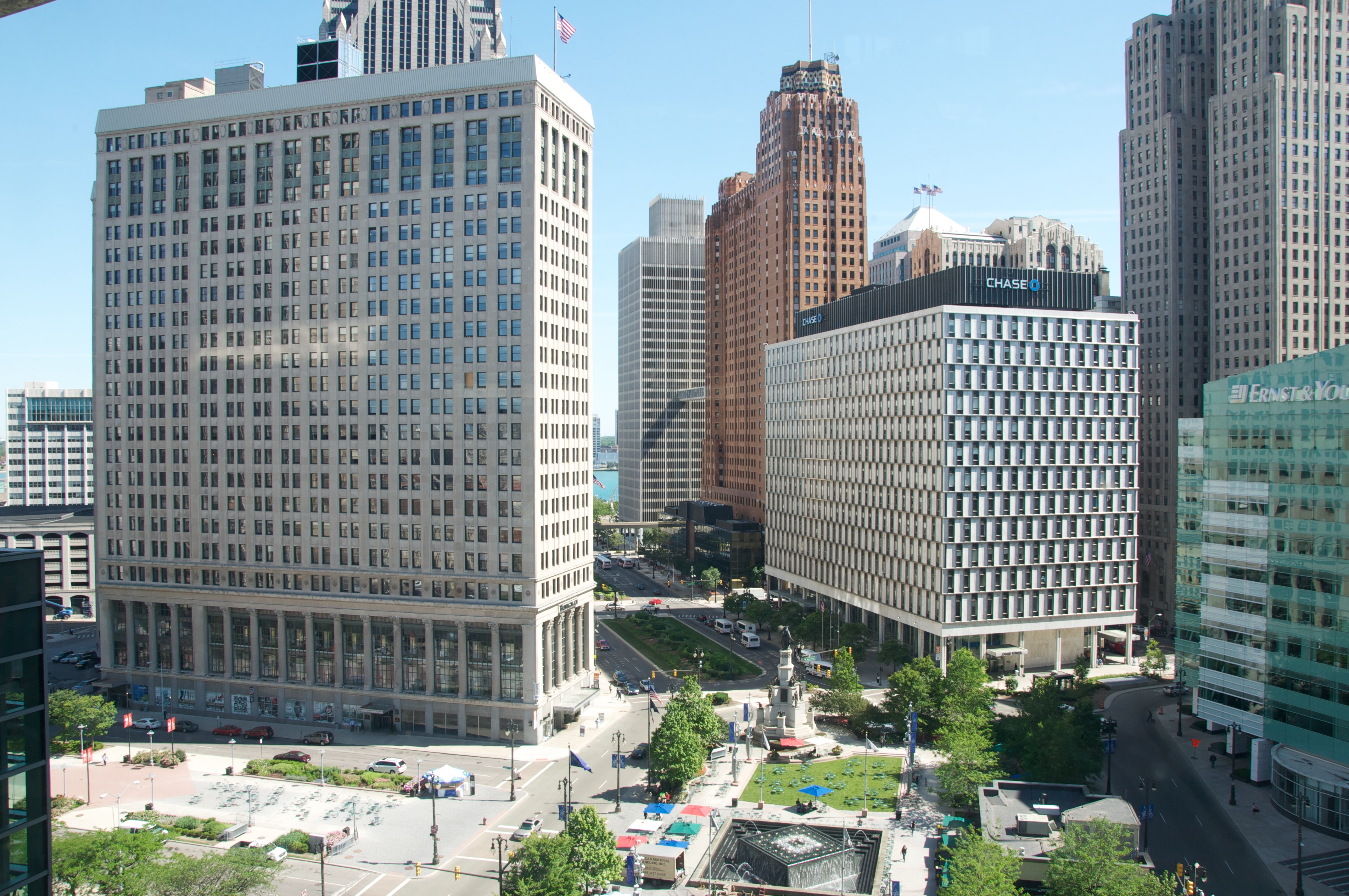
El Campus Martius, reinaugurado en 2004.

Varios proyectos de remodelación del Downtown, de los cuales el parque Campus Martius es uno de los más notables, han revitalizado partes de la ciudad. Grand Circus Park y el distrito histórico están cerca del distrito de los teatros de la ciudad; Ford Field, hogar de los Detroit Lions, y Comerica Park, hogar de los Detroit Tigers.

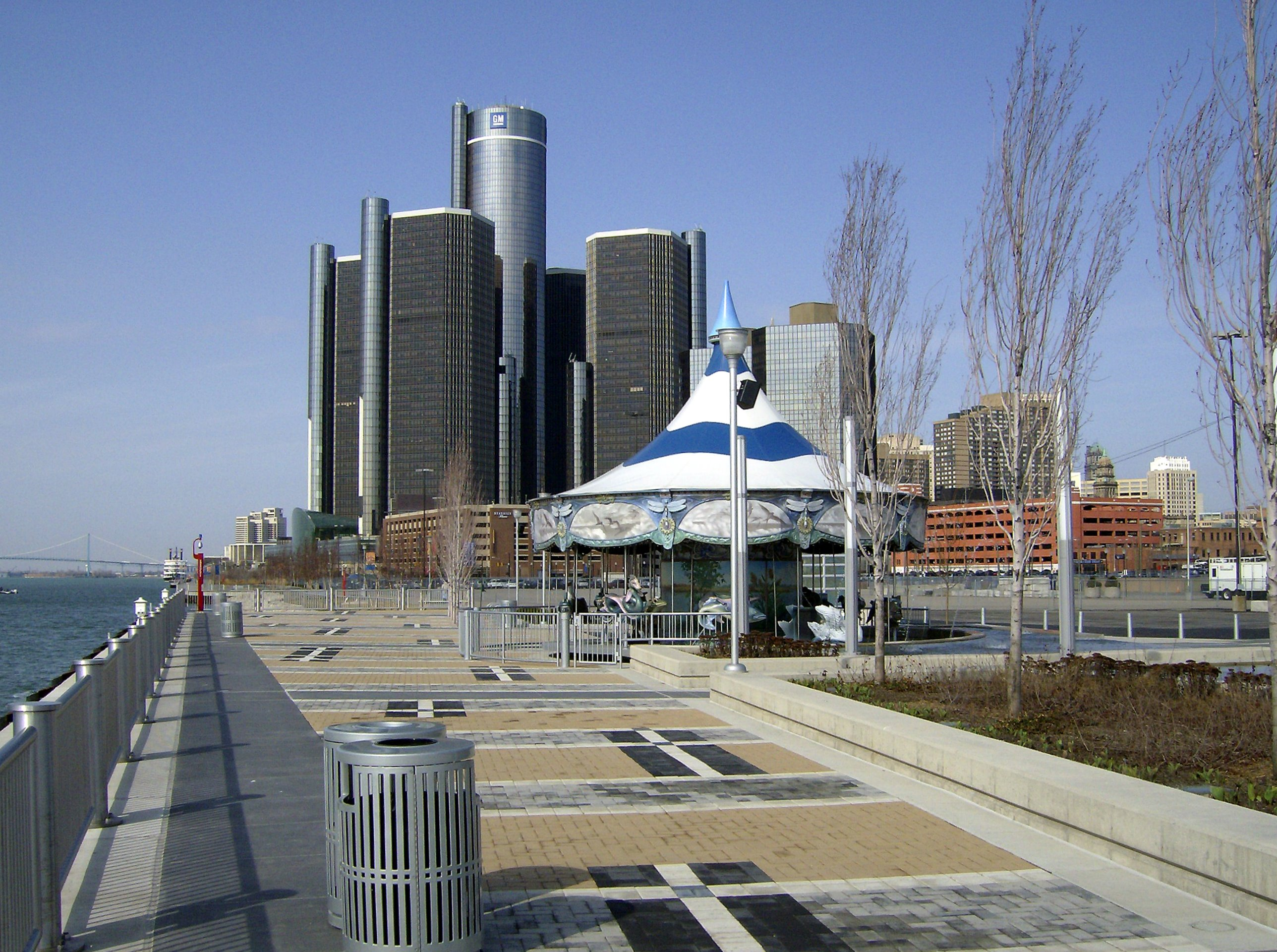
El International Riverfront con el Renaissance Center al fondo.

El International Riverfront incluye un paseo ribereño de 3 millas y media parcialmente completado con una combinación de parques, edificios residenciales y áreas comerciales. Se extiende desde Hart Plaza hasta el puente MacArthur, que conecta con Belle Isle Park, el parque insular más grande de una ciudad de Estados Unidos. La orilla del río incluye el parque estatal Tri-Centenial y el puerto, el primer parque estatal urbano de Míchigan. Otros parques importantes incluyen River Rouge (en el lado suroeste), el parque más grande de Detroit; Palmer Park (al norte de Highland Park) y Chene Park (en el centro de East River).

### Barrios
Detroit tiene muchos barrios y distritos históricos que contribuyen a su calidad de vida. Varias vecindades y distritos están catalogados en el Registro Nacional de Sitios Históricos, como el parque de Lafayette, parte del distrito residencial Mies van der Rohe. Los sábados, aproximadamente 45 000 personas hacen compras en el histórico Mercado Oriental de la ciudad. El Centro de la ciudad y el área del Nuevo Centro están centradas alrededor de la Universidad del Estado de Wayne y el Hospital Henry Ford.
El centro de la ciudad tiene aproximadamente 50.000 residentes, atrayendo millones de visitantes cada año a sus museos y centros culturales; por ejemplo, el Festival Detroit de las Artes en el centro de la ciudad atrae a aproximadamente 350 000 personas. La Universidad Commons-Palmer Park en el distrito Noroeste de Detroit está cerca de la Universidad Detroit Mercy y el colegio Marygrove y tiene barrios históricos, incluyendo Palmer Woods, Sherwood Forest, y Green Acres.
Mexicantown es el barrio mexicano de Detroit.

## Cultura y vida contemporánea

### Arte y entretenimiento

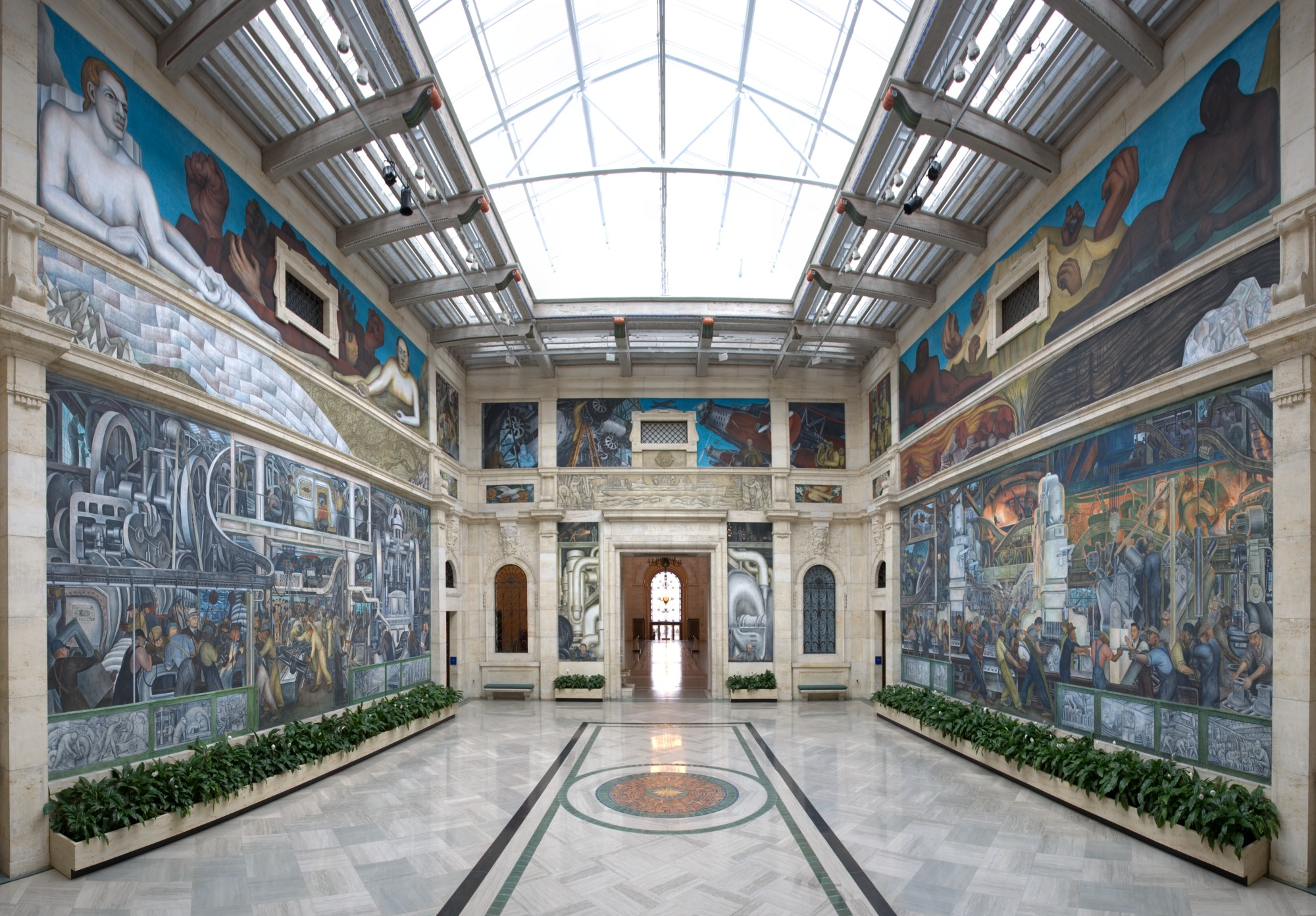
Los Murales de la Industria de Detroit(1932-1933) del artista mexicano Diego Rivera en el Instituto de Artes de Detroit.

Muchos de los museos prominentes de la región se encuentran ubicados en el histórico centro histórico cultural alrededor de la Universidad Estatal Wayne. Estos museos incluyen el Detroit Institute of Arts, el Museo Histórico de Detroit, Museo Charles H. Wright de Historia Afro-Norteamericana, el Centro de la Ciencia de Detroit, y la rama principal de la Biblioteca Pública de Detroit.
Detroit también es emblemática por el sonido Motown, que fue una gran influencia para la música punk y techno. De hecho, este último estilo surgió en Detroit, en los años 1980. El tipo de techno que conserva el sonido original se conoce como detroit techno. El club de techno más emblemático en aquella época era el 59 Music Institute.
Se ha apodado como «la ciudad del rock» por una canción famosa escrita por el grupo Kiss y titulada «Detroit Ciudad del Rock» (Detroit Rock City). Lugar del que salieron raperos como Eminem, Proof, Swifty, Bizarre, Kuniva, Kon Artis (componentes del grupo de rap D12), Obie Trice, Royce Da 5'9, Xzibit.

### Deportes

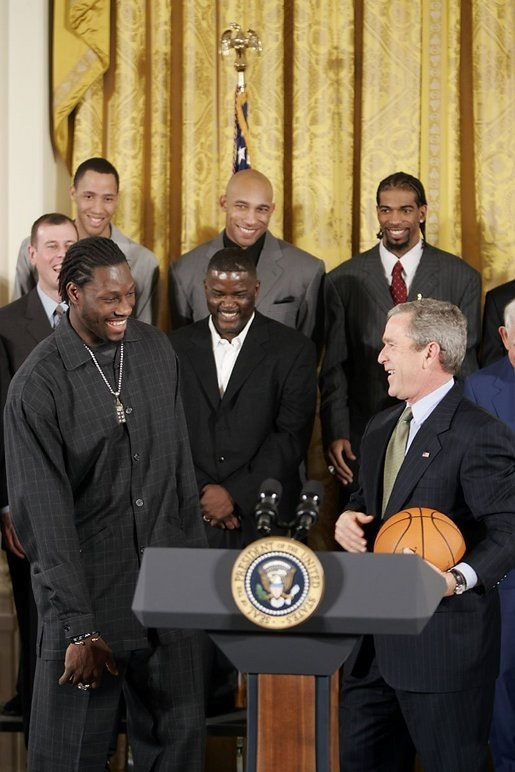
Los Detroit Pistons son felicitados por el presidente George W. Bush tras resultar campeones en la temporada 2004-05 de la NBA.

## Economía

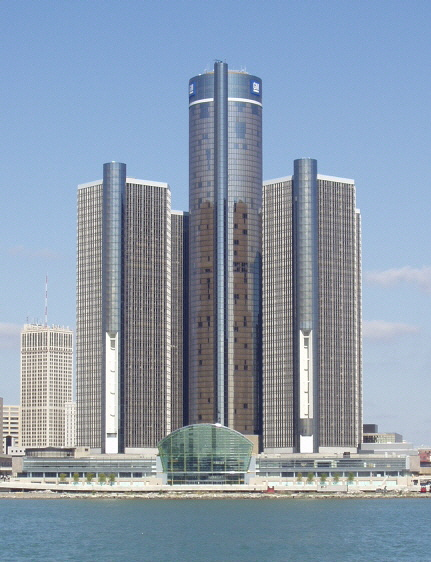
El Renaissance Center es la sede central de General Motors

### Crimen

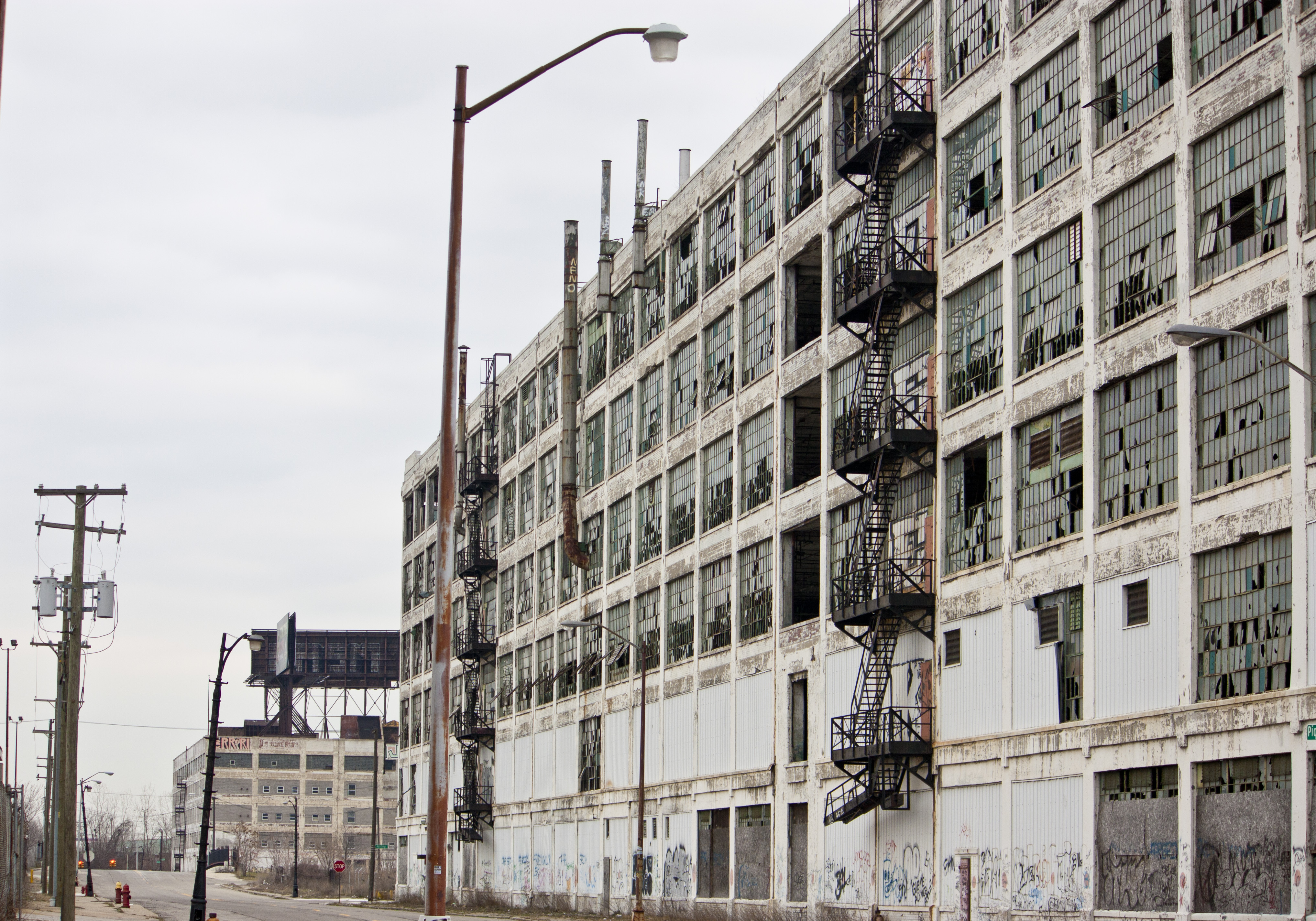
Aspecto de la histórica planta Fisher Body # 21 en 2011

## Educación

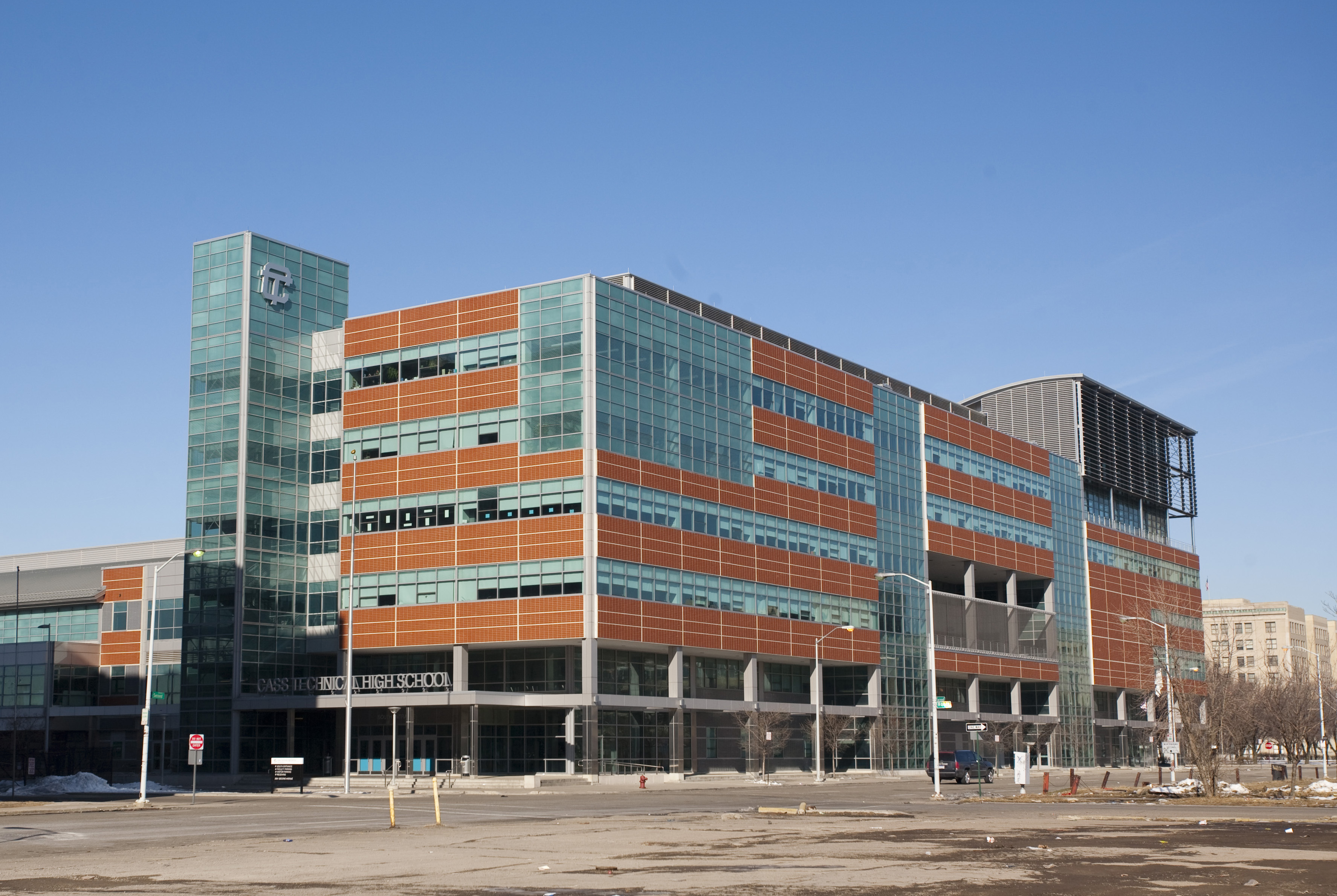
Edificio de la Escuela Secundaria Técnica Cass.